# Régiment Colonel-Général
Pour les articles homonymes, voir Régiment Colonel-Général (homonymie).
Le régiment Colonel-Général est un régiment d'infanterie du royaume de France, créé en 1780 à partir des bandes de Picardie la plus ancienne unité militaire et l'un des cinq Grands Vieux, devenue sous la Révolution le 1er régiment d’infanterie de ligne.

## Création et différentes dénominations
- 9 octobre 1479 : Création des bandes de Picardie
- 29 mai 1569 : Création du régiment de Sarrieu
- 1585 : Prend le nom de régiment de Picardie
- 1780 : Prend le nom de régiment Colonel-Général
- 1791 : Devient le 1er régiment d'infanterie de ligne ci-devant Colonel-Général

## Colonels et mestres de camp
Régiment de Sarrieu
- 29 mai 1569 : Roger de Sarrieu, seigneur de Saint-Martin les Martres.
- 1578 : François d'Espinay de Saint-Luc
- 1579 : Jean-François de Faudoas de Sérillac

Régiment de Picardie
- 1585 : Jean Louppiat de Montcassin de Tajan[1] de Grenet
- 1587 : Antoine Louppiat de Montcassin de Tajan des Houlières[2]
- 1589 : Gilles de Faverolles
- janvier 1590 : Jean Messeau, baron de Romefort
- 1593 : François Louis d'Estrées, marquis de Cœuvres
- 1er février 1595 : Jean de Gontaut, baron de Saint-Blancard-Biron
- 1er janvier 1617 : Jean Zamet, baron de Murat[3],[4]
- septembre 1621 : Roger du Plessis-Liancourt duc de La Rocheguyon
- 14 janvier 1625 : François de Béthune, duc d'Orval
- 19 septembre 1627 : Louis de Béthune, comte de Charost
- septembre 1634 : Pierre, marquis de Bréauté
- 27 août 1640 : François de Brichanteau, marquis de Nangis
- 1er septembre 1644 : Nicolas de Brichanteau, marquis de Nangis
- 8 mars 1645 : Charles, duc de La Vieuville
- 29 octobre 1653 : Claude de Brichanteau, marquis de Nangis
- 25 octobre 1658 : Henri Robert Eschallard de La Boulaye, comte de La Mark
- 29 août 1675 : Henri d'Anglure, comte de Bourlemont
- 17 mars 1677 : Henri duc d'Harcourt
- 25 février 1691 : Louis de Melun, prince d'Épinoy
- 18 juin 1702 : François Armand de Rohan, prince de Montbazon
- 26 juin 1717 : Charles de Rohan prince de Montauban
- 18 novembre 1734 : Armand Mathurin marquis de Vassé[5]
- 20 août 1745 : Louis de Pardaillan de Gondrin, duc d'Antin
- 25 août 1749 : Marie Jacques, marquis de Bréhant
- 26 février 1761 : Louis Philippe, comte de Durfort
- 5 juin 1763 : Marc Antoine, comte de Lévis-Lugny

Régiment Colonel-Général
- 13 avril 1780 : Jean Henri, comte de Rabodanges
- 11 novembre 1782 : François Marie, marquis de Sennevoy
- 1er janvier 1784 : Jean François, marquis de Rochedragon

1er régiment d'infanterie de ligne ci-devant Colonel-Général
- 25 juillet 1791 : Jean Dubois de Chantereine[6]
- 23 novembre 1791 : Charles Augustin de Courcy d'Herville[7]
- 26 octobre 1792 : Louis Adrien Brice de Montigny

## Historique des garnisons, combats et batailles du régiment

### Les origines

#### Bandes Françaises - Bandes de Picardie (1479-1568)
Après la bataille de Guinegatte, livrée le 7 août 1479, Louis XI reconnut la nécessité de faire pour l'infanterie ce que son père avait fait en 1445 pour la cavalerie, c'est-à-dire de l'organiser d'une manière sérieuse des unités militaires permanentes et soldées de fantassins et remplacer la milice et les francs-archers par des soldats entretenus d'une manière permanente et de créer ainsi l'infanterie française. 

Il s'agissait de constituer et d'instruire des bandes de gens de pied qui fussent capables de tenir tête et de vaincre les aventuriers allemands et les milices des puissantes cités flamandes, qui formaient la principale force des armées de Maximilien Ier.

Or, il n'y avait alors en Europe qu'une seule infanterie, dont la réputation fût établie : c'étaient les redoutables hérissons suisses,
souvenir des phalanges de l'antiquité précieusement conservé au fond des âpres montagnes de l'Helvétie. L'infanterie suisse avait fait ses preuves en chassant de chez elle les nombreux soldats de l'Autriche et en anéantissant les formidables armées de Charles le Téméraire. C'était là le modèle qu'il fallait imiter.

Louis XI rassemble donc 10 000 hommes choisis parmi les débris des francs-archers et des bandes d'aventuriers, y joint des pionniers fournis par les villes et quelques compagnies de cavalerie de ses ordonnances, et appelle à son service 6 000 vieux soldats suisses. Il réunit le tout dans un camp établi près du Pont de l'Arche, et par lettres données au Plessis-lèz-Tours, le 9 octobre 1480, il charge Philippe de Crèvecœur d'Esquerdes du soin de commander et d'exercer la nouvelle milice
de hallebardiers et de piquiers, qui fut partagée en bandes de mille hommes.

En 1483 les bandes françaises s'établirent en Picardie.

De 1484 à 1491, le maréchal d'Esquerdes, à la tête des bandes de Picardie, tint tête à Maximilien Ier et lui enleva même Saint-Omer en 1489 et Thérouanne la même année, pendant que Louis II de La Trémoille soumettait la Bretagne.

En 1494, lors de Première guerre d'Italie Philippe de Crèvecœur d'Esquerdes fut un des principaux chefs de l'armée Française et il y conduisit 4 000 hommes des bandes françaises. Malheureusement il mourut à L'Arbresle, près de Lyon, au début de 1494, avant d'avoir passé les Alpes, et avec lui tomba dans l'oubli une institution qui avait contre elle sa nouveauté.

De 1494 jusqu'à 1521, on ne trouve dans l'histoire aucune mention expresse des bandes de Picardie, et rien n'indique que celles-ci
aient fourni des contingents aux hommes de pied français qui figurent dans les dénombrements des armées d'Italie. Toutefois, les historiens s'accordent pour penser que ces bandes continuèrent d'exister. En effet, on sait qu'après leur institution, des contestations graves surgirent entre les vieux régiments à propos de la préséance et que ces contestations se renouvelèrent jusqu'au temps où Louis XIV y mit ordre en établissant le semestre. Piémont et Champagne se disputèrent le pas entre eux et le disputèrent même au régiment des Gardes Françaises. Ils le cédèrent, au contraire, toujours sans difficulté à Picardie. Cette déférence constante, à l'égard de Picardie, des régiments de Piémont et de Champagne, de Piémont surtout qui était
un corps fort chatouilleux et qui n'eût point été embarrassé pour constater la continuité des brillants services des bandes dont il provenait, est, suivant nous, une preuve irrécusable de l'existence non interrompue des « bandes de Picardie » depuis le commencement du XVIe siècle jusqu'à l'institution des régiments.
Ceci conduit au rôle joué par les bandes de Picardie et de Piémont pendant les deux premiers tiers du XVIe siècle. À cette époque il y avait une Armée de l'intérieur du Royaume appelée « Armée d'en deçà les monts » et une Armée de l'extérieur du Royaume appelée « Armée d’au-delà les monts » , désignations officielles auxquelles l'usage substitua peu à peu celles de « bandes de Picardie » et de « bandes de Piémont ».

Le nom de bandes de Picardie, pris dans son acception la plus étendue, s'appliquait à tous les gens de pied réguliers qui servaient sur le territoire du royaume, et le nom de bandes de Piémont était réservé aux fantassins, soit Français, soit Italiens, qui combattaient dans la
Péninsule Italienne.
À partir de l'année 1521, la politique de la France à l'égard de l'Italie éveille la susceptibilité de ses anciens ennemis. La guerre s'étend sur toutes nos frontières et le nom des bandes de Picardie sort du long oubli où il est demeuré.
En 1521, le roi étant à Dijon, nomme François de Bourbon, comte de Saint-Pol, capitaine général de 6 000 hommes de pied chargés de défendre les défilés de la Champagne. Ces hommes de pied étaient partagés en six bandes de mille homme. Deux d'entre elles servent à la célèbre défense de Mézières sous les ordres de Bayard.
En 1522, François de Montgommery, seigneur de Lorges, a le commandement général à la place du comte de Saint-Pol. Il est envoyé au secours de Gênes, mais on le rappelle en Picardie pour la défense de Boulogne et de la terre d'Oye, attaquée par les Anglais et les Flamands. Ces bandes passent en Italie au mois d'août 1523 et y restent. Elles sont suivies en 1527 par quatre autres bandes ayant pour chef Charles de Coucy, seigneur de Burie. On se tint sur la défensive en France jusqu'à la paix de Cambrai (5 août 1529).
La guerre recommence en 1535. Les bandes de Picardie, mêlées avec les légionnaires qui venaient d'être organisés, et dirigées par le maréchal de Fleuranges défendent Péronne avec succès. En 1537, elles reprennent Hesdin et Saint-Pol. Pendant les années suivantes leur rôle se réduit à la garde des places.
En 1542, durant la neuvième guerre d'Italie, sous les ducs d'Orléans et de Guise, elles participent à la conquête du Luxembourg. 
L'année suivante elles se signalent par la reprise de l'Artois et la défense de Landrecies. Les premiers mois de 1544 sont marqués par les belles résistances des garnisons de Boulogne, Montreuil et Saint-Dizier. Cependant,
les affaires allaient au plus mal en France, et le roi fut encore contraint de signer le 18 septembre avec Charles-Quint, la trêve de Crépy-en-Laonnois. Les Impériaux avaient déjà leur avant-garde à Meaux. Le 1er octobre 1544, que Jean de Taix, qui exerçait la charge de capitaine et colonel-général des bandes de Piémont, reçut l'ordre de rentrer en France avec une partie de ses troupes et prit le titre de « colonel-général » de toutes les bandes françaises vieilles et nouvelles.
Les bandes de Picardie, réunies à une partie des bandes de Piémont rappelées dans le royaume, servirent en 1552 à la rapide conquête des Trois-Évêchés et à la défense de Metz, qui donna lieu à l'institution séparée des « bandes de Champagne ».
En 1557 après le siège de Saint-Quentin, toute la garnison est faite prisonnière : l'armée Française est détruite. 
Mais le duc de Guise qui accourait à marches forcées avec une partie des troupes de l'armée d'Italie ralliait à Compiègne les débris échappés au désastre de Saint-Quentin, recevait du roi, le 13 novembre, pleins pouvoirs pour réorganiser l'infanterie de Picardie et de Champagne, en cassant les mortes-payes dont le nombre s'était accru hors de raison, et en augmentant l'effectif des soldats des bandes entretenues. Ainsi par l'ordonnance du 22 mars 1558 organise de nouvelles bandes et met sur pied 7 légions de 6 000 hommes chacune : Picardie et Ile-de-France, Normandie, Bretagne, Champagne et Bourgogne, Dauphiné, Languedoc, Guyenne. Les officiers et soldats des légions doivent tous être originaires du pays qui fournit la légion.
 Le 1er janvier 1558, le duc de Guise se présentait devant Calais qui capitulait le 8. Au printemps, pendant que le maréchal de Thermes prenait Dunkerque et Bergues et se faisait battre à Gravelines, le duc de Guise s'élançait sur la Lorraine et emportait Thionville. 
Ces succès permirent la signature, le 3 avril 1559, du traité de Cateau-Cambrésis. La France reprenait ses places de la Picardie, gardait Calais, les Trois Évêchés et quelques villes du Piémont mais évacuait 198 places, châteaux et forts en Italie et en Piémont.
La mort de Henri II, conduisirent à modifier l'état de l'infanterie, et indiqué le rôle joué par les bandes
de Picardie dans les divers essais d'organisation régimentaire tentés jusqu'en 1569.
Après la conjuration d'Amboise, en mars 1560, le roi fit réunir à Paris les deux bandes écossaises et 23 vieilles bandes de Picardie.
16 vieilles bandes de Piémont furent dirigé du Dauphiné sur Gien et 10 enseignes furent retirées des places du Piémont pour occuper les places du Dauphiné. Au mois d'octobre, les bandes de Paris furent envoyées à Orléans et celles qui étaient à Gien partir pour Montargis. Il y eut ainsi 41 bandes de réunies et c'était toute l'infanterie dont le roi François II pouvait disposer sans mettre les légions sur pied.

Avec les bandes réunies à Orléans, on forma trois régiments :
1. Le régiment de Richelieu, formé avec 1 enseigne écossaise et 11 enseignes picardes ;
2. Le régiment de Sarlabous aîné, formé avec 12 enseignes picardes ;
3. Le régiment de Remolle, formé avec les 16 enseignes du Piémont et qui compta quatre bandes;

La 2e enseigne écossaise resta isolée comme garde du roi.
Quand le roi Charles IX partit d'Orléans, au mois d'avril 1561, pour aller se faire sacrer à Reims, les trois régiments ne furent pas disloqués, mais envoyés dans des garnisons autour de Paris.
Après le massacre de Vassy le 1er mars 1562, le duc de Guise, du parti catholique, fit entrer tous les hommes valides dans la milice bourgeoise de Paris et fit lever par le prévôt des marchands un régiment de 1 500 hommes (12 enseignes) pour la garde de la ville. Les trois régiments des vieilles bandes furent réunis à Paris.
 Pendant ce temps, Condé et Coligny, du parti protestant, s'étaient saisis d'Orléans et des villes de la Loire et y formaient une armée.
Condé imita, pour l'infanterie rassemblée à Orléans, l'organisation du duc de Guise; mais il groupa les régiments mestres du camp trois
par trois en régiments colonels. L'armée protestante comprit 9 régiments mestres de camp formant les trois régiments colonels, régiment de Grammont (levé en Guyenne), régiment de Frontenay (levé en Dauphiné) et régiment d'Yvoi (levé en Champagne et en Bourgogne); chaque régiment mestre de camp comptait environ 2 000 hommes. Cette organisation ne fut pas appliquée dans les provinces où les chefs protestants levaient et licenciaient les troupes suivant les besoins du moment. Le baron des Adrets avait réussi à lever en Suisse, dans les cantons protestants, le régiment de Diesbach, de 8 enseignes (2 400 hommes), qui le rejoignit le 3 mai à Lyon. Sur les réclamations du roi, les cantons exigèrent le retour de ce régiment, qui rentra en Suisse au mois de septembre.

Quand le roi vit la guerre inévitable, il fit lever des troupes étrangères. Au mois de mai, on leva en Piémont le régiment italien de Brancacio, de 10 enseignes de 300 hommes, qui alla servir en Dauphiné. On leva en Allemagne les deux régiments, celui du Rhingrave et celui de Rockendorff, ayant chacun 10 enseignes de 300 hommes. On leva en Suisse le régiment de Froelich, de 14 enseignes de 400 hommes. Chacune de ces enseignes comptait 40 arquebusiers, 40 corcelets, 40 hallebardiers el 280 piquiers. Les régiments de lansquenets et celui de Froelich rejoignirent l'armée du roi au siège de Bourges, qui était défendu par Yvoi avec son régiment colonel.

#### Création des régiments (1568-1569)
À partir de 1569, il était arrêté qu'il n'y aurait plus désormais qu'un seul colonel général de l'infanterie française. 
Les régiments de Timoléon de Cossé, comte de Brissac, furent donc placés sous l'autorité de Philippe Strozzi, à l'exception toutefois des dix vieilles enseignes que commandait le mestre de camp Honoux. En considération des grands services qu'avait rendus la famille de Brissac, on laissa ce régiment avec le titre honorifique de colonel au jeune Charles de Brissac, frère du comte. Ce corps, qui est celui-là même qui fut connu jusqu'à la Révolution sous le nom de régiment de Piémont, et qui resta indépendant du colonel général de l'infanterie jusqu'en 1584.
Dans cette nouvelle répartition des bandes, qui est le véritable point de départ du régiment, Roger de Sarrieu eut dans son lot seize compagnies. Les dix premières provenaient des Gardes, un corps d'élite formé en 1563 sous le nom d'« Enseignes de la garde du Roy », les autres appartenaient aux vieilles bandes de Picardie.
Louis XI puis François Ier, avaient partagé le royaume en 4 grands gouvernements militaires répondant aux 4 frontières vulnérables du pays. Ces frontières étaient celles des Pays-Bas espagnols, de l'Allemagne, de l'Italie et de l'Espagne. 

Dans l'ordre politique, ces 4 gouvernements se rapportaient aux 4 principales sous nationalités, franque, bourguignonne, romane et gasconne.

Avant la formation des régiments, chacun de ces 4 gouvernements avait ses bandes de gens de pied distinctes. C'étaient au nord, les bandes de Picardie et de Champagne; au midi, celles de Piémont et de Guyenne.

Ainsi de chacune de ces bandes qui correspondaient à une frontière du royaume donnèrent naissance, vers 1569, à un régiment :
- Les Bandes de Picardie donnèrent naissance au régiment de Picardie
- Les Bandes de Piémont donnèrent naissance au régiment de Piémont
- Les Bandes de Guyenne donnèrent naissance au régiment de Guyenne, qui combattant dans l'Armée protestante fut alors renommé régiment de Navarre[14].
- Les Bandes de Champagne donnèrent naissance au régiment de Champagne

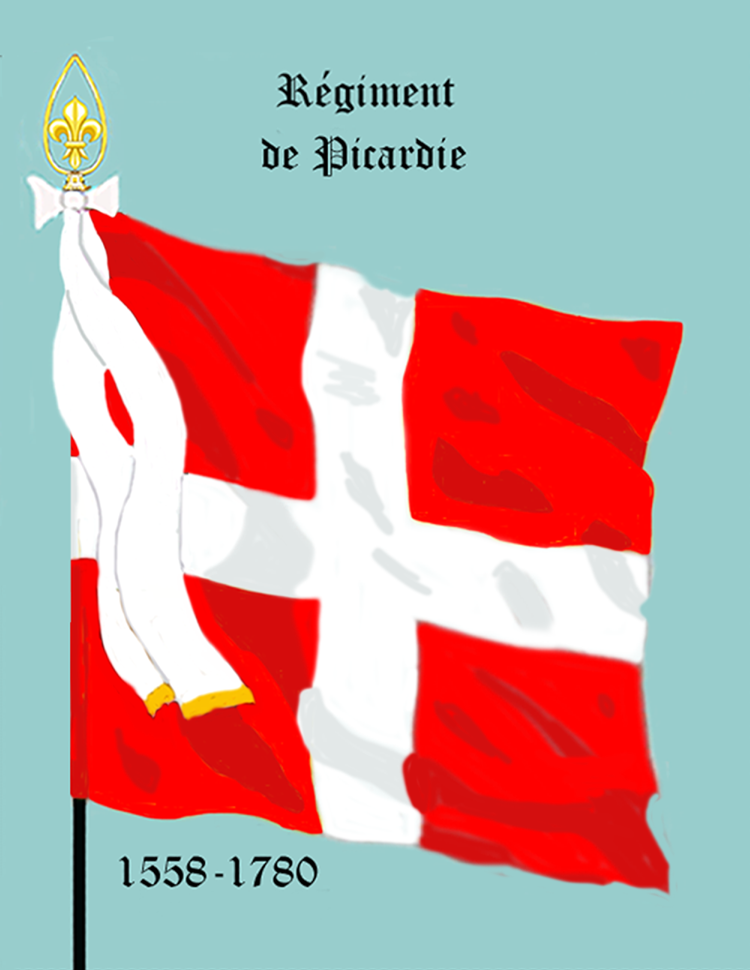
Drapeau d’Ordonnance du régiment de Picardie de 1558 à 1780

### Régiment de Sarrieu (1569-1585)

#### Guerres de Religion
Le régiment de Sarrieu est créé de la réorganisation de l'infanterie effectuée le 29 mai 1569 au camp de La Rochefoucaud.

Le régiment de Sarrieu, du nom de son mestre de camp Roger de Sarrieu, était composé de seize compagnies dont dix provenaient des Gardes Françaises et les autres bandes de Picardie.
Durant la troisième guerre de religion resta dans l'armée du duc d'Anjou et se signala au siège de Saint-Jean d'Angely où il fut chargé de l'attaque du ravelin de la porte d'Aunis.
À la paix de Saint-Germain-en-Laye de 1570, il alla reprendre ses cantonnements dans le Berry.
En janvier 1573, durant la quatrième guerre de Religion, le régiment se réunit à l'armée du baron de la Châtre chargé de réduire Sancerre. Lors de l'assaut général qui eut lieu à la fin de juin, le régiment de Sarrieu fut chargé, avec les Gendarmes de la Châtre, pour attaquer à la brèche pratiquée près de la porte d'Oison, au lieu-dit la Grange Loudis. Son attaque fut vigoureuse, mais les assiégés se défendaient avec le courage du désespoir. La famine seule put dompter les défenseurs de Sancerre qui se rendirent le 19 août après un siège de sept mois,.
En 1574, le régiment de Sarrieu fait partie de l'armée du duc de Montpensier. 
Au siège de Fontenay-le-Comte, il vit échouer tous ses efforts dans les premiers assauts, du 15 septembre, mais la garnison affaiblie battit la chamade. Après la capitulation, Fontenay fut mis à sac pendant les 16, 17 et 18 septembre. Le 27 septembre, le régiment de Sarrieu marcha tambours battants et enseignes déployées à l'attaque des faubourgs de Lusignan et après les avoir emportés assiégea le château et ville. Dans une seule sortie les assiégés lui tuèrent cinq capitaines. L'assaut du 21 décembre fut encore très-meurtrier. La garnison réduite à 500 hommes demande enfin à capituler le 5 janvier 1575. Le régiment de Sarrieu prit possession de la ville et du château et y demeura quelque temps en garnison. Ce fut le régiment de Sarrieu qui démolit le château de Lusignan.
En août 1575, 300 arquebusiers du régiment de Sarrieu quittent Niort pour embarquer aux Sables d'Olonne avec Charles de Rouhaut de Landereau. Ils abordent sans résistance à l'île de Ré le 2 septembre aux Portes et à Loix, et s'emparent après un combat de Saint-Martin. Un corps de troupes Protestant commandé par Lancelot Voisin de La Popelinière, partit du port de La Rochelle les attaqua au milieu de la nuit et les força à se rembarquer.
Pendant les années suivantes, le régiment demeura dans le bas Poitou, faisant la petite guerre aux protestants de La Rochelle. En 1577, il surprit le village de La Fond près de cette ville.
Roger de Sarrieu est remplacé en 1578 en qualité de mestre de camp par François d'Espinay de Saint-Luc, gouverneur de Brouage, qui eut lui-même pour successeur en 1579, Jean-François de Faudoas de Sérillac, comte de Belin et gouverneur de Paris pour la Ligue.

### Régiment de Picardie (1585-1780)

#### Guerres de Religion
Après être retourné dans ses anciens quartiers de la province de Picardie, on retrouve le régiment au siège de La Fère sous les ordres du maréchal de Matignon.
En 1585, Jean-François de Faudoas de Sérillac se démet de son commandement et est remplacé par Jean de Montcassin. Le régiment cesse de porter le nom de son mestre de camp pour prendre le titre de Picardie devenant le régiment de Picardie. Cette même année 1585, une partie du corps passe dans le Dauphiné pour se réunir à l'armée de Jean-Louis de Nogaret de La Valette duc d'Epernon et assiste aux sièges de La Bréole, de Chorges et de quelques autres petites places de la Provence.
Le reste du régiment marche en 1586 sous les ordres de Anne duc de Joyeuse vers le Languedoc, d'où il passe en Guyenne, à l'armée du maréchal de Biron qui le conduisit en Saintonge et Poitou, et l'employa aux sièges de Lusignan et de Marans.
Au mois de mai 1587, les protestants ayant mis le siège devant Fontenay, le duc de Joyeuse rassemble à Saumur une petite armée dont cette moitié du régiment de Picardie et marche sur Saint-Maixent, joint les deux régiments calvinistes de Gabriel Prévôt de Charbonnières et de Bories à La Mothe-Saint-Héray, et en fait un horrible massacre. Joyeuse venant d'apprendre que
Henri roi de Navarre se met alors en marche pour aller au-devant des secours que l'Allemagne envoyait aux protestants de France. Il part pour lui barrer le passage et le rencontre en Périgord auprès de Coutras. La bataille eut lieu le 20 octobre 1587. Picardie qui était à la gauche de l'armée catholique fut écrasé par l'artillerie du roi de Navarre. Suivant d'Aubigné, « La bataille, commença à neuf heures par l'artillerie. Le premier boulet protestant donna dans le drapeau blanc du duc de Joyeuse. Le deuxième coupa un arbre et tua derrière un capitaine de Picardie ». Suivant Jean-Baptiste Legrain, auteur de la Décade de Henri-le-Grand, « le premier coup d'artillerie emporta sept capitaines du régiment de Picardie, le meilleur et le plus aguerri de l'armée du duc ». Le régiment ébranlé par ces pertes, allait être chargé par la cavalerie calviniste, quand Jean de Beaumanoir, marquis de Lavardin s'élance à la tête des Albanais sur ces escadrons et leur passe sur le ventre. L'infanterie de la protestante, furieuse de cet échec, s'ébranle l'épée à la main, et fonce tête baissée sur les régiments de Picardie et de Tiercelin, qui seuls résistaient encore, et engage avec eux un combat terrible aux cris de « La Mothe et Croix-Chapeau ! » s'excitant ainsi par le souvenir de deux rencontres récentes où tout quartier leur avait été refusé,. Picardie et Tiercelin étaient trop faibles pour soutenir le choc d'une armée victorieuse et altérée de vengeance, ils furent entièrement défaits et massacrés. Agrippa d'Aubigné indique : « Le mestre de camp Tiercelin, voyant son régiment dissipé, se couche sur l'arbre sur l'arbre que le canon avoit abattu, et est tué assis se bouchant les yeux, ce qui n'eust pas esté, si l'on l'eust connu, mais tout passoit pour Picardie ». Ces paroles de d'Aubigné expriment la haine des huguenots pour le régiment de Picardie qui avait chez eux la réputation d'être très-dévoué aux Guise.
Le petit nombre d'hommes échappés au désastre de Coutras se trouvaient, en 1588, aux sièges de Mauléon, de Montaigu et de La Garnache.

Après l'assassinat de Henri duc de Guise, l'armée de Poitou eut ordre de se rendre à Blois auprès du roi Henri III. La portion du régiment qui, depuis trois ans, servait en
Provence y arriva aussi. Picardie, trop faible pour tenir la campagne, fut placé dans le château d'Angers dont les ligueurs voulaient se rendre maîtres. Lorsque Henri III se fut jeté dans les bras du roi de Navarre, et se fut retiré à Tours pour être plus à portée de recevoir les secours du Béarnais, Picardie fut appelé dans cette ville et prit part à la défense des faubourgs attaqués par Charles duc de Mayenne. Chargé de garder le faubourg Saint-Symphorien, il se retrancha à l'embranchement des routes de Blois et de Châteaurenaud et y fait une belle résistance.

Après la réunion des armées des deux rois, Picardie sert au siège de Gergeau et emporte la place d'assaut, mais en perdant son mestre de camp Antoine de Montcassin, qui avait succédé à son frère Jean en 1587.
Le régiment était au camp sous Paris, lorsque Henri III fut assassiné par Jacques Clément le 1er août 1589, et reconnut des premiers Henri de Navarre pour roi de France. Il accompagna ce prince dans son expédition en Normandie et est laissé à Dieppe sous les ordres de François de Coligny comte de Châtillon, pendant que le roi battait l'ennemi à Arques, le 21 septembre 1589.
 En octobre 1589, Picardie revint au siège de Paris et lorsque Henri IV se retire vers la Loire, 12 compagnies reçurent l'ordre de se prendre garnison dans Pontoise. Le duc de Mayenne, Charles, ne tarda pas à venir les y assiéger. Après une belle défense, qui coûta la vie au mestre de camp Gilles de Faverolles, la garnison se voit obligée de capituler le 6 janvier 1590.
Dans la nouvelle campagne qui s'ouvrit en 1590, Picardie suivit le roi et prit une grande part aux opérations du siège de Dreux qu'il attaquait du côté de l'église Saint-Denis. Après la bataille d'Ivry, qui fut surtout une affaire de cavalerie, il se trouva au blocus de Paris.
En 1591 il se trouve au siège de Chartres. Ce fut là qu'il faillit en venir aux mains avec le régiment de Navarre au sujet de la préséance. Ces deux régiments avaient été commandés ensemble pour l'attaque d'un bastion. Chacun d'eux prétendait tenir la tête de l'assaut. Henri IV fut obligé d'intervenir et les fit tirer au sort au pied de la brèche. Les dés furent favorables au régiment de Picardie, qui depuis ce jour n'eut plus rien à démêler avec le régiment de Navarre.
Pendant les années suivantes, le régiment fut de toutes les expéditions du roi, et se trouva à son entrée solennelle dans Paris le 22 mars 1594. Il fait ensuite le siège de Laon où son mestre de camp, François Louis d'Estrées, marquis de Cœuvres, fut tué.

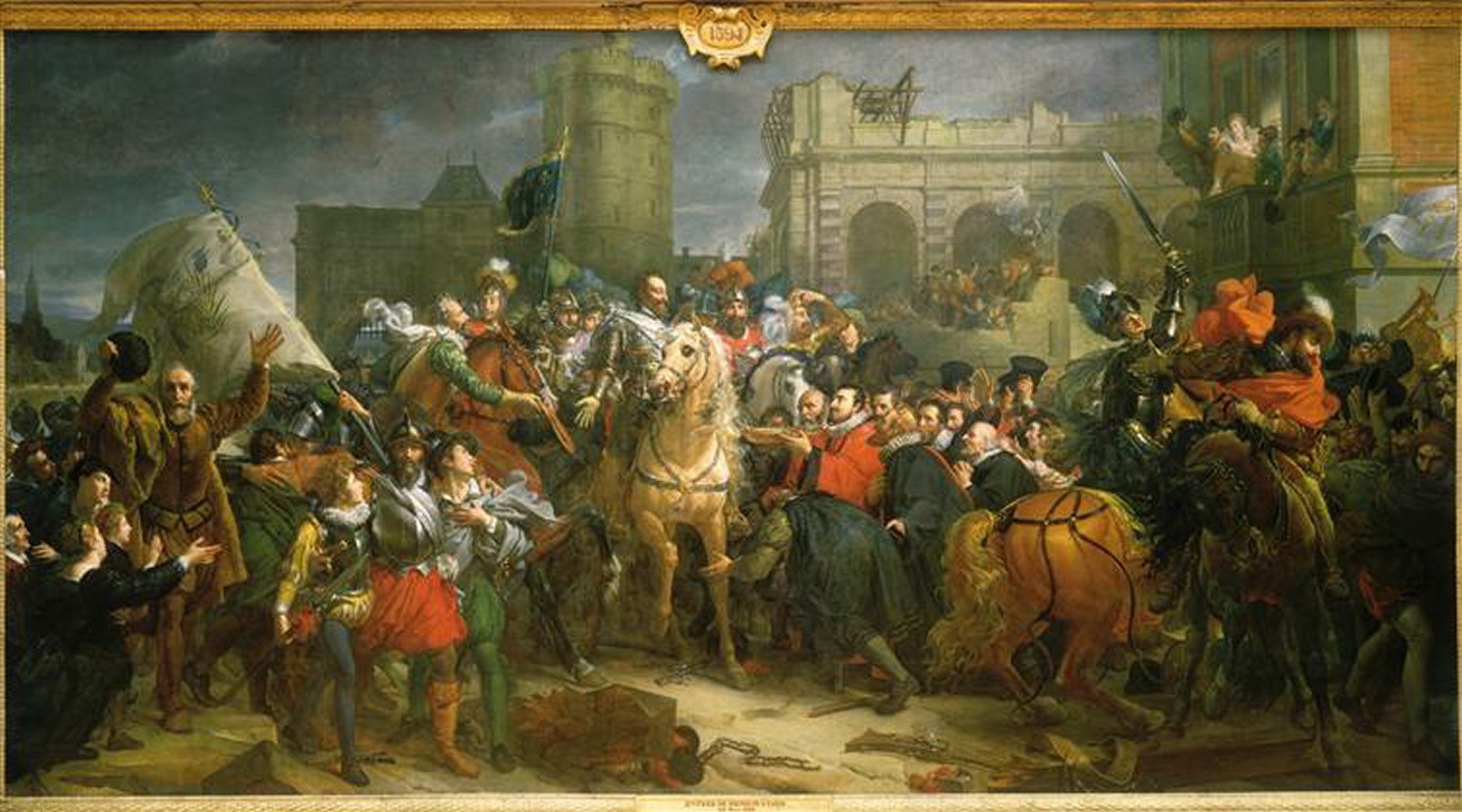
Entrée d'Henri IV à Paris, 22 mars 1594

En 1595, il part pour la Bourgogne et sert aux sièges de Beaune, d'Autun et de Dijon. Il passe ensuite à l'armée de Picardie, commandée par Henri de La Tour d'Auvergne duc de Bouillon, François d'Orléans-Longuevillecomte de Saint-Pol et le Charles comte d'Humières. Le 20 juin, 200 hommes du régiment et 200 de celui d'Egmont s'emparent du château de Ham. Cette prise amena la capitulation de la garnison espagnole qui tenait la ville. Picardie est ensuite au blocus de La Fère qui se rend le 22 mars 1596.
Les Espagnols, n'ayant pu secourir La Fère, tournent leurs armes contre Calais. Le roi se rend alors à Boulogne pour être à portée de jeter du secours dans la place défendue par François de Saint-Paul de sieur de Bidossan gouverneur de la ville. Le 22 avril, Henri IV envoi 250 soldats et 200 gendarmes, commandés par le gouverneur de Boulogne Bertrand de Patras sieur de Campagnol et d'Henri de la Tour, duc de Bouillon, qui passent hardiment, à la faveur de la nuit, à travers le camp ennemi et pénètre dans la place. Par la mort de François de Saint-Paul de sieur de Bidossan gouverneur de Calais, tué d'un coup de canon, Bertrand de Patras sieur de Campagnol se trouva commandant. Sommé de se rendre il indiqua à l'ennemi : « J'ai couru trop de risques en entrant dans Calais pour l'abandonner ». Après quatre assauts Bertrand de Patras sieur de Campagnol, abandonné par la garnison, resta seul sur la brèche et le firent prisonnier. Le roi de France le récompensa son héroïsme en lui donnant une compagnie du régiment des Gardes Françaises.
En 1597, lorsque les Espagnols surprirent Amiens, Picardie était à Corbie en quartiers d'hiver. Le maréchal de Biron le prit en passant, et, arrivé devant Amiens, lui ordonna de s'y fortifier pour donner le temps à l'armée de s'assembler. Quand le siège commença, le régiment prit poste à l'abbaye de La Madeleine. Le gouverneur Hernandes Teillo Portocarrero, que ce voisinage incommodait, le fit battre par des coulevrines et le contraignit à se retirer. Après l'arrivée du roi, les opérations reçurent une impulsion plus vive, mais Picardie ne fut pas heureux. Dans la sortie du 17 juin, les assiégés tombèrent sur lui d'une manière si imprévue qu'il n'eut pas le temps de se mettre en bataille et eut de nombreuses pertes. Cependant le maréchal de Biron et puis le roi étant survenus, le régiment reprit courage et força les Espagnols à rentrer dans la place. Le rancuneux d'Aubigné, en faisant l'éloge du régiment calviniste de Navarre dont il était l'un des capitaine, qui se rendit redoutable aux assiégés, ajoute que « les Espagnols déployoient leurs insolences sur le régiment de Picardie, qu'ils appeloient les maheuris ». » Enrico Caterino Davila signale, au contraire, Picardie comme un des corps les mieux disciplinés et les plus braves de l'armée française.

#### Période de paix
Après la paix de Vervins, en 1598, le régiment reprit ses anciens quartiers dans les villes de la Picardie, et n'en bougea point jusqu'à l'année 1615.

Ainsi il ne prit aucune part à l'expédition de Savoie, la dernière guerre du règne de Henri IV. Peut-être se méfiait-on du mestre de camp du régiment Jean II de Gontaut-Biron, frère de l'infortuné, mais coupable, maréchal Charles de Gontaut-Biron.

#### Rébellions huguenotes
Au début des rébellions huguenotes, en 1615, Picardie se rend au « Bec-Choisy », où s'assemblait l'armée du maréchal de Bois-Dauphin, destinée à agir contre les princes mécontents. Quatre compagnies, rencontrées en route par la cavalerie des princes, furent entièrement détruites. Le 8 octobre, l'armée marcha sur Sézanne. Dans cette expédition, le régiment était chargé de la garde de l'artillerie.
En janvier 1616, il fut envoyé à l'armée de Guyenne, qui passa l'année suivante en Champagne et prit les châteaux de Richecourt-sur-Aisne, Rozoy-sur-Serre, Château-Porcien, attaqua les faubourgs de Laon, et s'empara de Rethel,. Cette même année 1617, le régiment est donné au fils d'un traitant anobli, à Jean Zamet, baron de Murat et de Billy, que les huguenots, dont il s'était déclaré le persécuteur, appelaient le grand Mahomet.
En 1620, Picardie était en garnison à Verdun, quand il reçut l'ordre de se rendre à l'armée de Normandie. Le roi le vit le 6 juillet, et le trouva très faible. Une partie des soldats s'était jetée dans Metz, et le régiment de Marcoussay, qui partait pour l'Allemagne, en avait débauché un grand nombre. Les compagnies étaient réduites à une trentaine d'hommes. Le marquis de Bassompierre, qui commandait l'armée et qui tenait à Picardie, engagea le comte de Vaubécourt à céder à ce corps 400 hommes de son régiment à raison d'un écu par homme. Le comté de Clermont-en-Argonne et la ville de Verdun lui en fournirent 600 au même prix. 
Remis sur pied, Picardie, fut dirigé sur Montereau, et marcha sur Dreux, dont il prit possession et rejoignit ensuite le roi à La Flèche ou Louis XIII le passa de nouveau en revue, et le trouva beau et complet.
Après avoir servi au siège de Caen , Picardie prend une grande part le 7 août au succès de la bataille des Ponts-de-Cé. Après ce combat, il suivit la cour en Béarn, et est mis en garnison à Orthez et Navarrenx. Au mois de décembre, les compagnies de Navarrenx, firent échouer une conspiration des mécontents de la province qui voulaient s'emparer de la ville.
En 1621, Picardie fait partie du corps qui, sous les ordres d'Étienne de Bonne comte d'Auriac, investit Saint-Jean d'Angély. Il était campé à Saint-Julien-de-l'Escap, à un quart de lieue de la ville, et contribua à la prise des ponts de la Boutonne. Le roi Louis XIII arriva le 29 mai, et distribua les attaques. Picardie eut la deuxième sous le maréchal de Chaulnes. Après la prise de Saint-Jean d'Angély, le régiment est envoyé au siège de Nérac, sous le marquis de Vignolles qui n'avait pas assez de troupes pour investir complètement la ville. En juillet le régiment laisse 4 compagnies à Nérac tandis que les autres rejoignent Louis XIII au siège de Clairac avant de participer au siège de Montauban ou il avait la garde du pont du Tarn. Quoique affaibli par tant d'expéditions, le régiment attaque avec vigueur une demi-lune et parvient à s'y établir solidement, après un combat de six heures. Dans une sortie qu'il eut à soutenir quelque temps après, le mestre de camp Jean Zamet fut mis hors de combat et fait prisonnier avec plusieurs autres officiers. Ils furent presque aussitôt délivrés par l'audace de Louis de Pontis, lieutenant au régiment de Champagne, auquel Zamet donna la lieutenance de sa mestre de camp en reconnaissance du service qu'il lui avait rendu. Cependant, le maréchal de Schomberg avait fait établir une nouvelle batterie dont il se promettait beaucoup de succès : mais elle se trouvait sur un sol miné. Le 24 octobre, alors que Picardie y était de garde, une épouvantable explosion se fait entendre à deux heures du matin. Tout ce qui se trouvait dans le rayon de la mine avait sauté. Quatre officiers avec un grand nombre de soldats étaient ensevelis sous les terres bouleversées. Les assiégés profitent de ce moment de trouble et de désordre, se précipitent dans la batterie et remportent une victoire facile. Ce désastre, détermina la levée du siège. Les troupes furent distribuées dans les environs de Montauban : Picardie fut envoyé à Montech.
En mars 1622, Picardie qui s'était rétabli pendant l'hiver, fit des prodiges de valeur au siège de Tonneins et emporta la ville d'assaut, mais la prise du château offrait de grandes difficultés. Le 20 mars, Louis de Pontis à la tête de 50 hallebardiers réussit à déranger ces barriques et à s'emparer du retranchement, mais il ne put s'y maintenir. Cependant le roi se plaignant que le siège traînait en longueur les généraux résolurent de faire un nouvel effort. Ils envoyèrent deux soldats de Picardie reconnaître un bastion qui y arrivèrent sans rencontrer d'obstacles et font alors signe à leurs camarades de les suivre. Trente ou quarante soldats s'élancent aussitôt et réussissent
à s'y faire un logement pendant que le reste du régiment maintenait les assiégés. La place allait être gagnée, quand on apprit que le duc de La Force arrivait avec 4 000 hommes au secours de son fils qui y commandait. Le duc d'Elbeuf, forcé de marcher à sa rencontre, laisse Picardie dans les tranchées. À peine l'armée fut-elle éloignée, que la garnison, rassemblant toutes ses forces, exécute une sortie furieuse. Le régiment débordé de toutes parts recule en combattant jusqu'au camp. Dans cette retraite, l'aventureux Louis de Pontis fut percé de part en part d'un coup d'épée et n'évita d'être enlevé que par le dévouement d'un soldat. À l'instant où Picardie repoussé rentrait dans les lignes, le duc d'Elbeuf revenait vainqueur. Profitant de l'animation de ses troupes et du découragement des assiégés, il ordonne un assaut général. Picardie, malgré ses pertes, s'élance avec résolution, brûlant de venger son échec, et après cinq heures d'un combat terrible, le château capitule. C'était le 4 mai 1622. Le régiment alla se refaire à Rabastens et ce fut là que Roger du Plessis-Liancourt, duc de La Rocheguyon, se fit reconnaître par le corps en qualité de mestre de camp. Au siège de Sainte-Foy, Picardie eut l'attaque du faubourg. Il fit encore cette année les sièges de Moissac, de Négrepelisse, de Saint-Antonin, de Bédarieux, de Lunel et de Sommières.
A Sommières, le marquis de Liancourt, à la tête des Enfants perdus, attaque les retranchements dressés en avant de la ville, en chasse les ennemis et s'établit au bord de la contrescarpe, ce qui amène quelques jours après la capitulation de la place.
Le 30 août, au siège de Montpellier, Picardie reçut une sortie de l'ennemi avec tant de bravoure, qu'avant que les réserves fussent arrivées à son secours, il avait tué la moitié des assaillants et rejeté l'autre en désordre dans la ville. À l'attaque du bastion vert, la garnison fait une sortie vigoureuse sur le flanc de l'attaque conduite par Picardie. Une fraction du corps est rompue, mais le
reste charge à son tour l'ennemi, le coupe en deux, en refoule une partie dans Montpellier, tandis que l'autre portion acculée dans un coin du fossé est massacrée. Montpellier se rendit le 19 octobre.
Picardie y fut mis en garnison et ne quitta point ce quartier jusqu'en 1630.
Pendant ces années, il prend part avec le régiment de Normandie à toutes les actions qui eurent le Languedoc pour théâtre. 
Ainsi, en 1627, 400 hommes s'emparent de la petite ville de Corconne.
En 1628, le régiment fait le siège de Saint-Affrique, puis prend part au combat de Castres le 25 juin, à la prise d'Albi et de Mazamet. En 1629, il est à la prise de Soyons et au siège de Privas. Au mois de mai, les 40 hommes qui défendent le château de Corconne contre le duc de Rohan et ont la gloire de lui voir lever le siège. 
A la fin de 1629, Picardie suit le maréchal de Bassompierre à Montauban qui fait sa soumission. 12 compagnies du régiment y restent en garnison.
La paix d'Alès, du 28 juin 1629, met fin aux rébellions huguenotes.

#### Guerre de Succession de Mantoue
En 1630, le régiment de Picardie quitte le Languedoc et passe en Savoie pour participer à la guerre de Succession de Mantoue.
I1 prend une part glorieuse au combat de Veillane, où il taille en pièces 600 cavaliers commandés par Ambrogio Spínola Doria, fait 600 prisonniers, et s'empare de 17 drapeaux ou étendards. 40 soldats, laissés après ce combat dans le château de Veillane, s'y défendent contre 1 200 Espagnols et 500 Trentins, et résistent jusqu'à l'arrivée d'un secours qui force l'ennemi à décamper.
Il est ensuite à l'attaque du Pont de Carignan avant de rentrer en France, en octobre.

#### Guerre de Trente Ans
Il est dirigé sur Verdun et Metz, pour faire la guerre à Charles IV duc de Lorraine. 
Après le siège de Marsal auquel il prend part, le régiment est mis en garnison dans Jametz, Clermont-en-Argonne et autres places de sûreté, que le duc est obligé de livrer au roi.
En 1633, sur ordre de Louis XIII, Picardie quitte son quartier à Jarville, pour mettre le siège devant Nancy, le duc de Lorraine ayant manque à ses engagements. Après la capitulation de Nancy, quatre compagnies y restent en garnison et que quatre autres sont envoyées à Metz.
Les douze compagnies restantes font partie de l'armée du maréchal Jacques Nompar de Caumont duc de La Force. Elles contribuent à la prise de Bitche le 18 mai 1634, et vont ensuite ouvrir la tranchée au siège de La Mothe. Après le siège de La Mothe, le régiment, renforcé des compagnies qui étaient à Metz, marcha sur Phalsbourg, Philipsbourg et Landau, qui furent occupées, et où il resta en quartiers jusqu'au mois de décembre.
Il fait alors partie du secours envoyé à Heidelberg, et passe le Rhin sur la glace, vis-à-vis de Manheim. Chargé avec d'autres troupes d'attaquer les Impériaux logés dans le faubourg d'Heidelberg, et les en chasse le 23 décembre, et rentre en France.
En 1635, Spire ayant ouvert ses portes aux troupes de l'Empire, les maréchaux Jacques Nompar de Caumont duc de La Force et Urbain de Maillé duc de Brézé partent le 10 mars 1635 de Landau et se rendent devant cette ville. Picardie y ouvre la tranchée. À l'assaut général, 300 hommes, malgré un feu terrible, descendent dans le fossé, montent aux retranchements, chassent 600 hommes qui les défendent et les poursuivent jusqu'au pont-levis de la ville qui capitule le 21 mars. Au mois d'octobre, le régiment rejoint l'armée d'Allemagne, commandée par le cardinal de La Valette.

#### Guerre de Dix Ans
En 1636, les Francs-Comtois venaient de rompre leur neutralité, en donnant passage à l'armée espagnole et en fournissant au duc de Lorraine, Charles IV, de l'argent et des soldats. Louis XIII, pour les punir, envoya le prince de Condé faire le siège de Dole; c'est le début de la guerre de Dix Ans.

Picardie y ouvre la tranchée le 1er juin. Le 13 juin, il emporte la contrescarpe après un rude combat mais les assiégés, au moment où Picardie était relevé de tranchée par le régiment d'Enghien, attaquent celui-ci avec furie. Picardie qui n'avait plus de poudre, vole cependant à son secours à l'arme blanche, et reprend tous les postes. Le régiment d'Enghien avait tellement souffert que Picardie dut rester dans les tranchées. Le lendemain, cinq cents hommes, appuyés par Enghien attaquent la demi-lune de la porte d'Aran. Après une lutte acharnée qui dure quatre heures ils parviennent à s'en emparer, mais abandonnés à eux-mêmes, ils ne peuvent s'y maintenir.

#### Guerre franco-espagnole
Après la levée du siège Picardie joignit l'armée de Monsieur engagée dans la guerre franco-espagnole, dans le cadre de la guerre de Trente Ans, et fit le siège de Corbie, que les Espagnols et les Hollandais venaient de surprendre et qui capitula le 10 novembre.

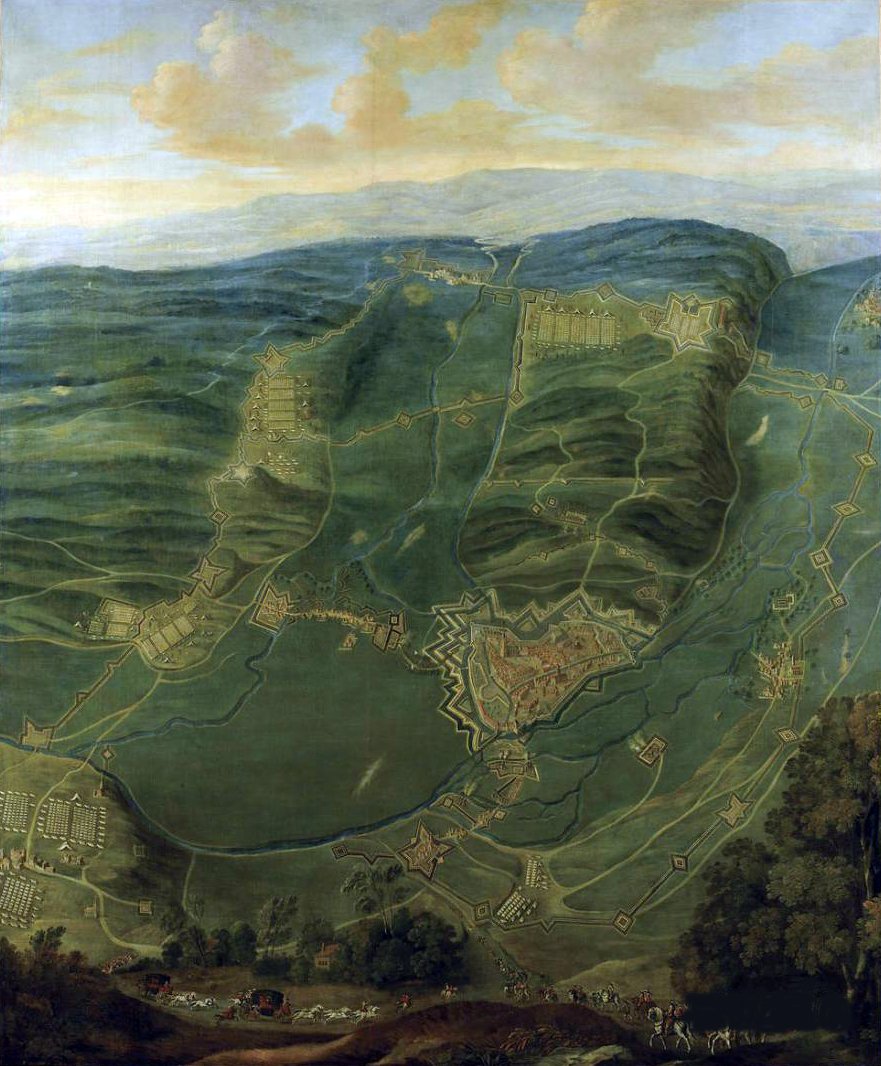
La Reprise de Corbie par Louis XIII et Gaston d'Orléans, généralissime de l'armée de Picardie

Le régiment, qui avait énormément souffert dans cette campagne, fut cantonné dans le Boulonnais et y resta jusqu'au mois d'août 1637 ou il se rendit au siège de La Capelle sous les ordres du cardinal de La Valette.
En 1638, après avoir servi avec distinction au siège de Saint-Omer et à celui du Catelet, il passa en Lorraine où Henri II d'Orléans duc de Longueville et le marquis de Feuquières l'attendaient pour commencer leurs opérations. Il débuta dans cette armée, au mois de novembre, par le siège de Blamont, la défaite du général Savelli (en) à Rheinfelden et la prise de Lunéville. Une compagnie est détachée le 26 novembre pour participer au siège de Brisach arrive devant Brisach le 2 décembre et en prend possession le 17.
En 1639, Picardie qui faisait partie de l'armée de marquis de Feuquières, fut battu à Thionville par Ottavio Piccolomini, et se retira sous le canon de Metz avant de passer sous les ordres de Gaspard III de Coligny duc de Châtillon avec lequel il força Piccolomini et l'armée impériale à lever le siège de Mousson.
En 1640, Picardie servait sous le maréchal Charles de La Porte marquis de Meilleraye qui, après le siège de Charlemont, vint faire le siège d'Arras. Le régiment était posté au-dessus
de la Scarpe, près des villages de Sailly-en-Ostrevent et de Vitry-en-Artois où les ennemis se retranchaient. Leur général, Guillaume de Lamboy, espérant faire entrer du secours dans la ville, attaque le 24 juin les lignes de l'armée française, avec
2 000 hommes d'infanterie et quelque cavalerie. À la première alerte, Picardie prend les armes, culbute l'infanterie espagnole, arrête la cavalerie qui cherchait à rétablir le combat et poursuit l'ennemi jusque dans son camp. Cette action décida de la chute d'Arras, en démontrant aux Espagnols l'impossibilité d'y faire entrer du secours, mais qui coûta la vie au mestre de camp de Picardie Pierre, marquis de Bréauté, qui fut tué en combattant vaillamment à la tête de ses soldats. Le 1er août, Picardie ouvre la tranchée et fait des pertes énormes le lendemain à la reprise du fort tenu par le colonel Rantzau, dont les Espagnols étaient parvenus à s'emparer. Arras capitula au bout de 9 jours de tranchée ouverte. Les Espagnols, qui étaient devenus maîtres de la ville à la faveur des troubles en France et qui croyaient, ainsi que les habitants, cette place imprenable, avaient écrit sur une de ses portes, :
« Quand les Français prendront Arras, les souris mangeront les chats ».
Les Français conservèrent l'inscription après avoir effacé le p du mot prendront devenant :
« Quand les Français rendront Arras, les souris mangeront les chats »
En 1641 le régiment est employé au siège d'Aire ou il est chargé de s'emparer du fort de Flandre, situé a 500 pas de la place qu'il l'occupa d'emblée par une attaque. Dans la nuit du 14 au 15 juin une sortie vient l'assaillir dans ses retranchements. Il la repousse après une lutte de quatre heures. La ville capitula le 26 juillet, après quarante neuf jours de tranchée
ouverte.
Picardie se reposa en 1642 et ne se trouve qu'à la prise d'assaut du fort d'Aigue, situé sur le bord de la mer entre Calais et Gravelines.
1643 débute par la célèbre bataille de Rocroi qui eut lieu le 19 mai.
Picardie occupait la droite de la première ligne de l'infanterie, ayant à sa gauche le régiment de La Marine. Le jeune duc d'Enghien, Louis II de Bourbon-Condé, passa la nuit qui précéda l'action aux feux de Picardie. Au point du jour il harangue les soldats qui l'entourent : ses paroles sont portées de rang on rang, et l'armée enthousiasmée de voir tant de résolution avec tant de jeunesse, s'ébranle pleine de foi dans son chef. Dans sa marche en avant, Picardie rencontre un corps de 1 000 mousquetaires dont la vue lui avait été dérobée par un pli de terrain. Le capitaine de Pédamour, à la tête des volontaires, et suivi par le reste du corps, charge ces mousquetaires avec une telle furie qu'il n'en échappe pas un seul. Attaqué à son tour par la cavalerie espagnole, Picardie reforme rapide ment ses rangs, lui présente une haie de piques et l'oblige à tourner bride en désordre. Cette fermeté du régiment assura le succès de la journée à l'aile droite. Il fut plus chèrement disputé au centre et à la gauche.
 Cette victoire fut suivie des prises de Landrecies, des châteaux de Barlemont et d'Emery, de Maubeuge et de Binche,. L'armée Française investit ensuite Thionville. Le régiment fut établi au quartier du Roi et la tranchée fut ouverte le 25 juin. Le 13 juillet, Picardie et La Marine emportèrent de vive force un moulin retranché et palissadé et s'y maintinrent malgré tous les efforts des assiégés pour le reprendre. Le 18, Picardie attaque la contrescarpe. En moins d'une heure, les ennemis sont chassés du chemin couvert et un logement capable de contenir 300 hommes y est établi. L'attaque de la demi-lune du front qui regarde Metz eut lieu dans la nuit du 28 au 29. Picardie, toujours en compagnie de La Marine, y soutint un combat des plus opiniâtres et finit par s'y établir. Le régiment se distingua encore aux assauts du 29 juillet et du 4 août. La place se rendit le 10 août. À la fin de cette campagne, Picardie se rendit en Alsace pour se rapprocher de l'armée du maréchal de Guébriand et passa l'hiver le long du Rhin.
En 1644 le régiment est à l'armée de Flandre, sous les ordres du duc d'Orléans, Gaston. Le 17 juin il ouvre la tranchée avec les Gardes devant Gravelines. Cette place, bravement défendue, soutint quarante-huit jours de siège et quatre assauts, et ne se rendit que le 29 juillet.
 Le mestre de camp Claude de Brichanteau marquis de Nangis, avait été tué dans l'assaut du 14 juin. Il fut momentanément remplacé, en qualité de mestre de camp, par son vieux père, Nicolas de Brichanteau, marquis de Nangis, avide de venger sa mort, qui eut pour successeur définitif le 8 mars 1645 Charles, duc de La Vieuville.
En 1645, Picardie ouvrit le 4 juillet la tranchée devant Mardyck au quartier de Rantzau. La place fit peu de résistance et se rendit le 11 juillet. Le régiment se trouve la même année à la prise de Bourbourg et de Lillers. À l'attaque de Béthune, Picardie, sans attendre l'ouverture de la tranchée, s'empare d'emblée d'un retranchement qui couvrait le faubourg et le régiment se trouve maître de la contrescarpe. Les assiégés intimidés par des revers si rapides, se retiraient dans l'ouvrage à cornes, mais les soldats étaient lancés : quatre d'entre eux abattent à coups de haches les palissades du fossé et l'ouvrage est emporté en moins d'une heure. La place capitula le même jour.
Au siège de Courtrai, en 1646, Picardie eut la deuxième attaque. Il ouvrit la tranchée dans la nuit du 14 au 15 juin, repoussa une sortie le lendemain et emporta avec Navarre une demi-lune, dont la prise amena la reddition de la ville. Après avoir contribué à la prise de Berghes et de Furnes, Picardie arrive devant Dunkerque. Dans la nuit du 3 au 4 octobre, aidé par 300 Anglais et 100 Polonais, Picardie emporte les traverses du chemin couvert. Dunkerque se rend le 7 novembre.
En 1647, il est au siège de La Bassée. Pendant l'investissement de Lens, 300 Anglais auxiliaires se laissent surprendre à Pont-à-Vendin; 300 hommes de Picardie y courent suivi d'un bataillon des Gardes et d'un détachement du régiment de Lorraine. Non-seulement ils chassent l'ennemi de Pont-à-Vendin, mais aussi de leurs propres retranchements. La garde de ce poste important fut confiée aux 300 hommes de Picardie.
En 1648 après avoir servi au siège d'Ypres, il marche au secours de Lens assiégé par l'archiduc Léopold et prend part, le 19 août, à la sanglante bataille de Lens durant laquelle le mestre de camp La Vieuville est blessé. Après la campagne, le régiment eut ses quartiers dans la Picardie. Le traité de Westphalie semblait lui promettre du repos après une aussi longue guerre mais les troubles de la Fronde l'appelèrent à de nouveaux travaux.

#### La Fronde
En 1649 Picardie fut envoyé à Paris et 400 hommes prirent part le 11 février au combat de Charenton et de Villejuif que le comte de Grancey soutint contre le duc de Noirmoutier. À la suite de ce combat, le régiment fit le siège de Brie-Comte-Robert. À l'ouverture de la campagne, il partit pour l'armée de Flandre avec le comte d'Harcourt et fait le siège de Condé, qui se rendit le 25 août.
En 1650 il se rend à Saumur et y entre sans résistance le 1er avril et rejoint ensuite l'armée du maréchal du Plessis-Praslin, qui avait Turenne pour adversaire. Picardie fut d'abord chargé de garder Arras, et à la fin de l'année il fut appelé au siège de Rethel dont les Espagnols venaient de s'emparer. La place ne tint que quatre jours, mais Turenne arrivait. Plessis-Praslin n'hésite pas à l'attaquer et remporte une victoire complète grâce, en particulier, aux régiments des Gardes françaises et de Picardie.
L'année suivante, Picardie, après avoir commencé la campagne en Flandre sous le maréchal d'Aumont, est envoyé à l'armée de Guyenne.
En 1652, alors qu'il est à Poitiers il reçoit l'ordre d'aller reprendre Les Ponts-de-Cé où était le duc de Rohan. Après la soumission du château, il rejoint l'armée au siège de Saintes où il se distingue, surtout à la prise du faubourg Saint-Vivien. La cour s'étant retirée à Gien, l'armée la suivit et fut mise sous les ordres de Turenne qui avait fait sa paix avec le roi. Picardie fit des merveilles aux combats de Bléneau et d'Étampes, où Turenne avec hommes tint tête aux 15 000 hommes de Condé et leur fit éprouver de grandes pertes. Après quelques chicanes aux environs de Paris, les deux armées se retrouvèrent bientôt en présence, dans les faubourgs de la capitale, et, le 2 juillet, eut lieu le célèbre combat du faubourg Saint-Antoine. Picardie fut chargé d'attaquer les barricades que Condé avait fait élever vers la Râpée et s'en empara. Il fit ensuite échouer tous les efforts tentés par le duc de Nemours pour les reprendre. Après la victoire, Turenne, averti de l'arrivée du duc de Lorraine avec 16 000 hommes, se porte à Villeneuve-Saint-Georges où il lui barre le passage. Il le suivit ensuite en Lorraine. Le régiment donna l'assaut à Bar-le-Duc, qui se rendit le 15 décembre après une résistance énergique de la haute ville. La campagne se termina par la prise de Ligny, Château-Porcien et Vervins.

#### Guerre franco-espagnole
Réengagé dans la guerre franco-espagnole en 1653, une partie du régiment est envoyée dans l'Aunis, et au mois d'avril, 200 hommes occupèrent Brouage que le comte du Daugnon remettait au roi en échange d'un bâton de maréchal de France. Le reste du corps fit les sièges de Rethel et de Mouzon et passa l'hiver à La Bassée.
Picardie débuta, en 1654, par la prise de Saint-Pol et du Mont-Saint-Éloi. Quelques compagnies se jetèrent en juillet dans Arras menacée. En effet, les Espagnols vinrent bientôt l'investir avec une armée
de 32 000 hommes qui s'enferma dans des lignes formidables. Le 25 août, sans se laisser intimider par le nombre, Turenne ordonne l'attaque de ces lignes. Picardie y entre le premier, avec les Gardes Suisses et contribue beaucoup au succès de cette attaque audacieuse, qui amène la levée du siège d'Arras.
L'année suivante, le régiment fait le siège de Landrecies. Vingt compagnies sont jetées
dans Ham, les vingt autres sont détachées de l'armée, le 19 septembre, avec le régiment de Turenne et douze escadrons, pour s'emparer du château de Briseuil qui ne fit point de résistance.
En juin 1656, Picardie se trouve à l'investissement de Valenciennes et en 1657, il arrive devant Mardyck, dont le siège devait être fait par les armées combinées de Turenne et du marquis d'Huxelles. Il en résulta une querelle avec Piémont, qui était le premier régiment du marquis d'Huxelles, tandis que Picardie n'était que le second régiment du corps de Turenne, où se trouvaient les Gardes françaises. Or, chaque armée ayant son attaque particulière, Piémont ne voulut point céder son droit et l'on fut obligé, pour arranger les choses et consoler Picardie, de détacher celui-ci en l'en voyant prendre La Motte-aux-Bois.
En 1658, il est au siège de Dunkerque. Dans la garde qu'il monta du 7 au 8 juin, il parvint à établir un logement à vingt pas de la place, malgré un vent furieux. À huit heures du matin, il allait être relevé par le régiment de Plessis-Praslin, lorsque le gouverneur marquis de Leyde exécuta une sortie que ces deux régiments repoussèrent. Cependant l'armée espagnole, commandée par don Juan d'Autriche et le prince de Condé, s'avançait par le chemin de Furnes pour secourir Dunkerque. Le 14 juin, eut lieu la bataille des Dunes. Picardie avait, par courtoisie, cédé sa place à l'extrême gauche aux quatre bataillons anglais de William Lockhart de Lee et s'était placé à leur droite. Ce fut là qu'eut lieu le principal effort. Pendant que les Anglais gravissaient, sous le feu de l'artillerie, la dune élevée où s'appuyait la droite des Espagnols, Picardie prit l'ennemi en flanc et contribua beaucoup à sa déroute. Après la victoire, il retourna aux tranchées et fut chargé de l'attaque de la fausse-braye.
En 1659, Picardie fut de toutes les expéditions qui terminèrent cette campagne et la guerre. Il perdit son mestre de camp Claude de Brichanteau, marquis de Nangis à la prise de Berghes-Saint-Winox : c'était le frère de celui qui avait été tué en 1644 devant Gravelines.

#### Période de paix
Après la paix des Pyrénées, le 5 mars 1660, Picardie prit possession d'Hesdin évacué par les Espagnols. Il en reçut les clefs et entra par une porte, tandis que les troupes d'Espagne sortaient par une autre.
Le 29 novembre 1660, deux compagnies entrèrent en garnison à Dunkerque, cédé au roi par l'Angleterre.
En 1663, le régiment, qui avait subi des réformes à la paix, fut reporté à 40 compagnies.
En 1685 et 1686, il travaille au canal de Maintenon et se voit décimé par les maladies.
En 1687 on l'emploie aux travaux de fortification du Fort-Louis sur le Rhin et en 1688 à
ceux de Landau.

#### Expédition d'Afrique
Les 20 plus anciennes se rendirent en 1664 à Toulon et s'y embarquèrent pour l'expédition d'Afrique sur la flotte de César de Vendôme duc de Beaufort. L'armée française débarqua sans opposition le 22 juillet, près de Djigelli. Quelques détachements furent envoyés à la découverte qui furent aussitôt enveloppés par les Kabyles cachés dans les broussailles, ils furent égorgés. Venu au secours, Picardie fut fusillé par un adversaire insaisissable. Le colonel du régiment, Henri Robert Eschallard de La Boulaye, comte de La Mark, reçut trois coups de feu dans sa cuirasse et un autre à la cuisse. Après la disparition de l'ennemi, Picardie s'avança dans la plaine et trouva Djigelli abandonnée et l'armée se mit sans délai à fortifier cette ville pour y être à l'abri des surprises. Après quelques engagements insignifiants et deux mois de séjour sur cette côte, l'armée décimée par les maladies se rembarqua en octobre. Les dix premières compagnies de Picardie étaient avec le lieutenant-colonel sur le vaisseau « La Lune », qui s'ouvrit en deux en vue de la France sur un banc de sable situé entre les îles d'Hyères et Toulon. Il n'échappa pas un seul homme à ce naufrage. C'est ainsi que se termina, d'une manière bien fatale pour le corps, cette première expédition d'Afrique.

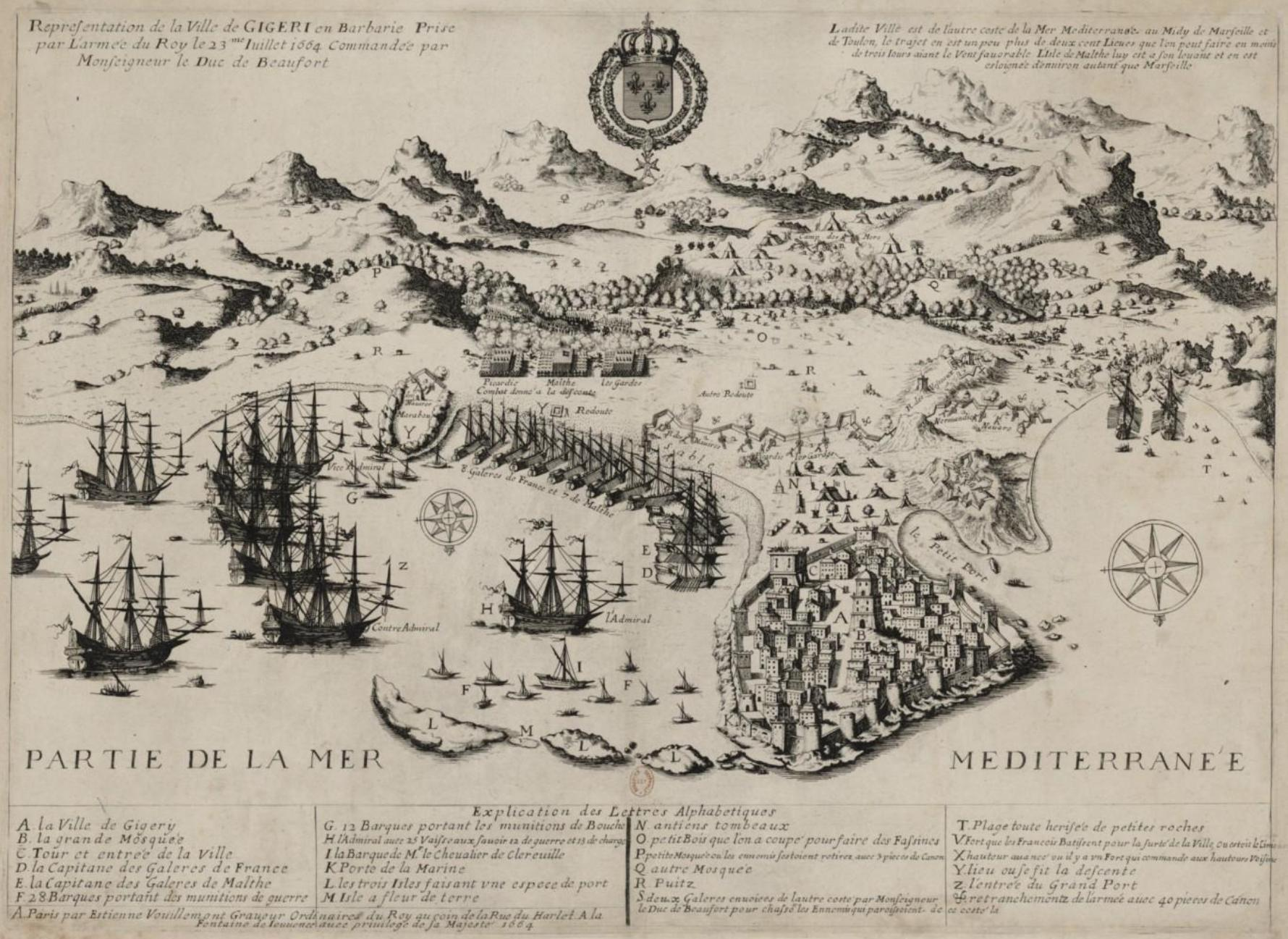
Gravure d'époque représentant le débarquement français à Djidjelli

#### Guerre de Dévolution
En mars 1666, Picardie fait partie du camp de Compiègne et en 1667 il participe, dans le cadre de la guerre de Dévolution, à la prise de Charleroi, de Tournai et de Douai. Au siège de Lille, il se loge sur la contrescarpe qui coûta 400 hommes au régiment qui fit encore en 1668 la campagne de Franche-Comté.

#### Guerre de Hollande

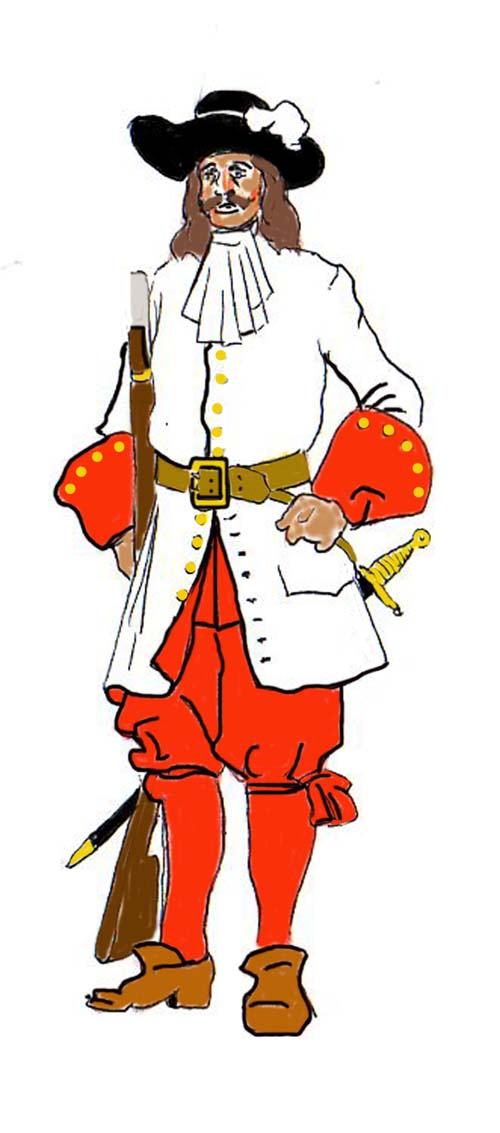
Soldat du régiment de Picardie en 1672

En 1672, Louis XIV déclare la guerre aux Provinces-Unies : c'est la guerre de Hollande. Picardie se rend à Charleroi, lieu d'assemblée de l'armée. Après un court séjour dans le pays de Liège, il marche sur le Rhin, emporte le chemin couvert d'Orsoy et assiste au siège de Doesburg. À la fin de la campagne les deux premiers bataillons sont placés en quartiers d'hiver à Woerden et le 3e à Bombelles[Où ?]. En octobre le prince d'Orange, Guillaume, assiége Woerden avec 12 000 hommes. L'ennemi s'était logé dans le faubourg, 400 hommes de Picardie s'y élancent, en chassent les Hollandais et y mettent le feu ainsi qu'aux retranchements du prince d'Orange. François-Henri de Montmorency duc de Luxembourg arriva bientôt avec 4 000 hommes au secours de la garnison de Woerden, et secondé par elle, fit lever le siège. En novembre, Luxembourg forme le projet de pénétrer jusqu'à La Haye à la faveur des glaces. Il sort d'Utrecht avec 8 000 fantassins et 3 000 chevaux, prend en passant à Woerden les deux bataillons de Picardie et divise ses troupes en deux brigades. Le 3e bataillon du régiment arrive bientôt de Bombelles et reste sous les ordres de M. de Gassion, avec la cavalerie. La fonte des glaces réduisit le résultat de cette entreprise audacieuse à la prise de Zwammerdam, de Bodegraven et de Nieuwerbrug.
En février 1673, Picardie était sous les ordres de Turenne dans le comté de La Marck. Assailli dans un mauvais poste par 5 000 hommes, il y fit pendant dix-huit heures une magnifique défense, qui lui valut,
ainsi qu'au colonel de Bourlemont, les plus grands éloges. Au siège de Maastricht, pendant que les deux premiers bataillons étaient, sous les ordres de Condé, chargés de couvrir les travaux, le 3e placé au château de Lichtemberg, ouvrait la tranchée le 17 juin. I1 eut la gloire, pendant une de ses gardes, de s'établir au pied de la palissade de la demi-lune verte, ce qui amena la capitulation le 29. Le 3e bataillon y resta en garnison. À la fin de la campagne, Picardie fit, comme l'année précédente, partie du camp volant commandé par le duc de Luxembourg, et emporta Tongres. Après cette expédition, Picardie alla prendre ses quartiers d'hiver en Bourgogne.
Au printemps de 1674, il entre des premiers dans la Franche-Comté, couvre les opérations du siège de Besançon et est employé à réduire Pontarlier, Ornans et autres petites places. Après la soumission de la province, il passe en Flandre à l'armée du prince de Condé. Mis à Lille, deux de ses bataillons se trouvent le 11 août à la bataille de Seneffe. Dans cette journée meurtrière, ils étaient placés seuls à l'extrême droite, vis-à-vis d'un bois où le prince d'Orange, Guillaume avait plusieurs bataillons et toute la cavalerie allemande. Ces troupes étaient encore appuyées par une batterie, dont le régiment supporta longtemps le feu. François-Henri de Montmorency duc de Luxembourg ordonne l'attaque du bois, et s'élançant lui-même à la tête du 1er bataillon de Picardie, il aborde l'ennemi avec tant de vigueur qu'il le rejette dans la plaine au-delà du village de Fay. Renforcé dans cet instant par une partie des Gardes du corps et le régiment des Cuirassiers du Roi, il se met en bataille, la gauche appuyée à ce village et la droite au bois dans lequel il jette le bataillon de Picardie. Celui-ci, foudroyé encore dans cette position par l'artillerie hollandaise, exécute une nouvelle charge et parvient à repousser au-delà de la portée du canon les troupes qui lui étaient opposées. Après ces combats, il est envoyé pour se refaire à Saint-Mihiel.
En 1675, Picardie, après avoir couvert les sièges de Dinant et de Huy, entre au camp de Thiméon. Les deux premiers bataillons furent envoyés assiéger la ville et la citadelle de Limbourg avec le lieutenant général Bardo di Bardi Magalotti avant de prendre leur quartier d'hiver à la citadelle de Liège. 
Le 3e bataillon était toujours à Maastricht, tandis que le 4e bataillon récemment formé, alla s'embarquer à Toulon et passa en Sicile où il demeura jusqu'en 1678.
Au printemps de 1676, les deux premiers bataillons quittent Liège après avoir rasé la citadelle et joignent le 15 avril à Rocroi l'armée du maréchal de Luxembourg qui passait en Allemagne avec lequel ils se trouvèrent à la bataille de Kokersberg et furent ensuite cantonnés dans les places du Rhin. Deux compagnies, qui étaient à Philippsburg, prirent part à la défense de cette place et l'évacuèrent le 17 septembre.
 Le 3e bataillon, qui y était en garnison à Maastricht, fut assiégé par le prince d'Orange durant lequel il se signala dans une sortie exécutée le 6 août ou les Français entrèrent l'épée à la main, dans la redoute Dauphine occupée par les assiégeants. Tout ce qui s'y trouvait fut tué ou fait prisonnier. De nouvelles sorties, furent conduite les 8 et 10 ou ayant creuser la terre depuis la porte de Tongres jusqu'au fossé de Bois-le-Duc il inonda avec les eaux du Geer tous les fossés et une grande partie des tranchées du prince d'Orange, qui, après deux assauts livrés infructueusement à la demi-lune et à l'ouvrage à cornes, se décida à lever le siège. Le 3e bataillon de Picardie resta dans Maastricht jusqu'à la fin de la guerre en 1678.
En février 1677, les deux premiers bataillons joignent l'armée du roi qui investissait Valenciennes et y ouvrent la tranchée à l'attaque de gauche dans la nuit du 9 au 10 mars. Ils étaient de garde le 17, quand, au signal d'un coup de canon, les Mousquetaires volent à l'attaque de la contrescarpe, gagnent l'ouvrage à couronne, entrent dans la demi-lune, suivent les assiégés dans le pâté et pénètrent avec les fuyards dans la ville qui capitule immédiatement. Les volontaires de Picardie partagèrent la gloire des Mousquetaires.
Picardie se rend de là devant Cambrai, où il emporte la demi-lune de la citadelle et perd 200 hommes; le colonel duc d'Harcourt y est blessé.
 Le 15 mai, il rejoint sur la Meuse l'armée du maréchal de Créqui, avec laquelle il passe le Rhin le 9 octobre au-dessous de Brisach et investit Fribourg. Il est placé au faubourg de Wière et ouvre la tranchée le 10 novembre à portée de pistolet des palissades.
Le 26 février 1678, le régiment quitte Charleville, où il avait pris ses quartiers d'hiver, et se trouve le 10 juillet devant Kehl et prend part à toutes les opérations du siège de ce fort. Après sa prise il repasse le Rhin et tente le 11 septembre une attaque sur Strasbourg, mais sans résultat. Ce fut le dernier acte de cette guerre qui se termine par le traité de Nimègue.

#### Période de paix
Le 3e bataillon resté à Maastricht, et le 4e qui était passé en Sicile rejoignent, à la fin de cette année et en 1679, le régiment réduit à deux bataillons qui était en garnison à Fribourg.
Le 27 septembre 1681, Picardie reçut l'ordre de partir pour le Dauphiné, mais lorsqu'il arriva à Brisach les portes de cette ville furent fermées et un détachement de 300 hommes d'élite fut immédiatement embarqué sur le Rhin, avec d'autres troupes, et alla joindre Alexis Bidal baron d'Asfeld près de Strasbourg. Après s'être emparé du fort qui défendait le pont du petit Rhin, le baron d'Asfeld somma la ville de se rendre et elle lui fut remise le 3 octobre. Picardie est le premier régiment français qui ait tenu garnison dans cette place.

#### Guerre des Réunions
En 1683, la guerre se ralluma. Picardie se rendit au camp de Molsheim où il fut passé en revue par
Louis XIV. Il partit de là pour la Flandre et contribua à la prise de Courtrai et de Dixmude.
L'année suivante il assiste au siège de Luxembourg sans y prendre part, et après la capitulation de cette place il est envoyé à Fribourg.

#### Période de paix
En 1685 et 1686, il travaille au canal de Maintenon et se voit décimé par les maladies.
En 1687 on l'emploie aux travaux de fortification du Fort-Louis sur le Rhin et en 1688 à
ceux de Landau.

#### Guerre de la Ligue d'Augsbourg
La formation de la ligue d'Augsbourg ramène la guerre.

En 1688 les deux bataillons de Picardie quittent la pioche et se rendent à l'armée du Dauphin qui fait le Siège de Philippsburg. Placés à Oberhausen, ils ouvrent la tranchée dans la nuit du 3 au 4 octobre devant le fort du Rhin qu'ils emportent d'assaut le 6. Le 10, ils ouvrent encore la tranchée devant la ville. Le 21 , quatre compagnies de grenadiers, tirées des régiments de Picardie, de Champagne, du Roi et du Dauphin, se glissent jusqu'à l'ouvrage à cornes. Au signal donné par six bombes, elles s'élancent à l'envi, escaladent l'ouvrage, y surprennent les Impériaux qui s'étaient couchés ventre à terre pour éviter les éclats des bombes et engagent avec eux une lutte acharnée. La brigade de Picardie survient et l'ouvrage est emporté. Picardie y plante ses drapeaux. Philisbourg capitule le 29 octobre. Le 30 octobre, le régiment prend possession de l'une des portes. Il va ensuite ouvrir la tranchée devant Manheim. Il y entre le 11 novembre et y est laissé en garnison.
Il est en 1689 à la prise de Bruchsal.
Les années suivantes, Picardie continue de servir aux armées d'Allemagne sous les maréchaux de Duras et de Lorges.
En 1692, le 3e bataillon fut rétabli. On le composa de huit compagnies tirées des deux premiers, et de quatre compagnies du régiment de Saintonge. Le seul fait d'armes un peu important, auquel le corps ait pris part cette année, fut la prise de Pforzheim, le 27 septembre.
Le 21 mai 1693, il ouvre la tranchée devant Heidelberg sur le front des ouvrages en terre qui couvraient le faubourg. Les assiégés furent poussés si vivement qu'ils abandonnèrent en plein midi la tête du faubourg. Le 1er bataillon pénètre par le rempart dans le faubourg et chasse les fuyards jusqu'à la porte de la ville. Les assiégés, craignant que les Français n'entrassent pèle mêle avec les vaincus avaient fermé cette porte, et ce qui restait des défenseurs du faubourg, au nombre de 500 hommes, fut forcé de mettre bas les armes. Mais dans leur précipitation les assiégés avaient oublié de lever le pont. Les grenadiers s'en aperçoivent, brisent la porte à coups de hache et emportent d'emblée la ville qui fut livrée au pillage. Le colonel Louis de Melun, prince d'Épinoy se distingua particulièrement dans cette affaire, en franchissant le premier les palissades du faubourg. Le château capitula le lendemain. Le 19 juillet, le régiment attaque le poste de Zwingenberg près d'Oppenheim. Les grenadiers de Picardie et de Normandie, commandés par Louis de Melun, prince d'Épinoy l'emportent au second assaut. Au troisième assaut livré à minuit, Oppenheim est pris, pillé et brûlé. Le colonel de Picardie y est blessé.
Le reste de la campagne, ainsi que celles de 1694 et 1695 que le régiment fit à la même armée, n'offrent plus rien de remarquable. Picardie demeura presque toujours au camp d'observation de Lambsheim.
En 1696, les trois bataillons passent à l'armée de la Meuse sous Boufflers qui ne fit rien.
En 1697, ils couvrent le siège d'Ath, dernière opération de cette guerre terminée par le traité de Ryswick.

#### Période de paix
La paix amena la réforme d'un grand nombre de régiments de nouvelle création. Le régiment d'Enonville fut incorporé dans Picardie en 1698. Cette même année, le corps fit partie du camp de Compiègne. Après les manœuvres, il alla tenir garnison à Aire-sur-la-Lys.

#### Guerre de Succession d'Espagne
En 1701 au commencement de la guerre de Succession d'Espagne, Picardie est chargé d'occuper Anvers au nom de Philippe V..
Au printemps de 1702, il se rend dans le pays de Clèves à l'armée de Louis duc de Bourgogne. Après l'expédition de Nimègue, l'armée repasse la Meuse et le 3e bataillon de Picardie entre dans la citadelle de Liège qui est bientôt assiégée. Les Français qui n'y étaient qu'en qualité d'alliés et n'eurent par conséquent à jouer qu'un rôle secondaire. Pendant l'assaut où la citadelle fut emportée, le bataillon de Picardie était dans une demi-lune.
Les 1er et 2e bataillons firent la campagne de 1703 à l'armée de Flandre sous les ordres de Villeroy et de Boufflers. Sous les ordres du maréchal de Boufflers le régiment battit les Hollandais à Ekeren.
En 1704, le régiment se trouve tout entier sous les ordres de Villeroy. Après la funeste bataille de Höchstädt, il passe le Rhin et va avec les Gardes Françaises camper à Biberach, afin de favoriser la retraite des débris de l'armée de Bavière.
En 1705, affecté dans l'armée du maréchal de Villars, Picardie se rend à Thionville. À la fin de l'année, il retourne dans les Pays-Bas pour renforcer l'armée de Villeroy et entre dans Bruxelles menacée par Marlborough. Cette campagne n'offre aucun événement mémorable.
Au mois de mai 1706, Picardie sort de Louvain où il avait passé l'hiver et se trouve à la bataille de Ramillies. Il y occupe l'extrême droite de la première ligne d'infanterie. Le régiment irlandais de Gare, qui était de sa brigade, exposé au feu des batteries ennemies, avait déjà beaucoup souffert lorsqu'il fut assailli de toutes ports. Il allait être écrasé et entraîner Picardie dans sa défaite, lorsqu'il fut dégagé par Royal-Italien. L'armée était déjà dans une déroute complète. La brigade de Picardie se forma en bataillon carré, opéra sa retraite en bon ordre et fit l'arrière-garde de l'armée jusqu'à Menin. 
Le régiment fut envoyé à Tournai pour se refaire, et au mois d'août il se rendit à l'armée que l'électeur de Bavière, Maximilien-Emmanuel, et Louis-Joseph duc de Vendôme assemblaient à Frelinghien pour couvrir les places qui nous restaient. Il occupait la gauche de l'infanterie et avait son quartier à Valenciennes.
Il passa l'année 1707 à Lille.
Dans la campagne suivante, il sert sous le duc de Bourgogne à la prise de Gand et de Bruges. Le 11 juillet il est à la bataille d'Audenarde. La brigade de Picardie y eut affaire à un corps suisse qui ne put soutenir son premier choc et abandonna sa position. Elle le poursuivit de haie en haie jusqu'à l'entrée de la plaine qui borde les glacis d’Audenarde. L'ennemi fit alors marcher des troupes par la gauche pour prendre en flanc la brigade, mais le colonel, François Armand de Rohan prince de Montbazon, s'en aperçut, et se mit en bataille dans un terrain coupé où il était soutenu par la Maison du Roi. Dans cette position, Picardie attaque un gros de troupes hessoises et hambourgeoises qui s'avançait sur la gauche. Le feu fut très-vif des deux côtés. Le régiment retourne jusqu'à cinq fois à la charge sans résultat décisif. Cette action particulière ne finit qu'avec le jour après quatre heures d'une lutte opiniâtre, où Picardie ne perd pas un pouce de terrain, quoiqu'il eût eu en tête des troupes sans cesse renouvelées. La nuit venue, il parvint à assurer la retraite de la Maison du Roi, en soutenant encore, malgré ses fatigues et ses pertes, un combat d'une heure, et il quitte le dernier le champ de bataille. Dans ce nouveau désastre de l'armée française, Picardie n'abandonna pas un seul de ses drapeaux et en prit un à l'ennemi. L'armée s'étant retirée derrière l'Escaut, la brigade campa au Saulsoy, quartier du duc de Bourgogne et tint la campagne jusqu'en décembre. Picardie alla passer le reste de l'hiver à Arras.
Au mois de mai 1709, l'armée s'assemble La Bassée sous les ordres de Villars. La brigade de Picardie, avec sept autres brigades, campa près de Denain. Après la chute de la citadelle de Tournai (en), elle se rapprocha de Mons que les ennemis menaçaient, mais débordée par les alliés, l'armée française fut bientôt obligée de se retirer. Le 10 septembre, elle marche sur quatre colonnes dans une petite plaine resserrée par la rivière d'Hogneau et arrivait à dix heures du matin au défilé de Malplaquet, où elle se heurta contre l'armée ennemie. La brigade de Picardie eut
d'abord quelques avantages, mais les Gardes Françaises ayant été culbutés, on ne songea plus qu'à la retraite. Elle se fit en bon ordre.

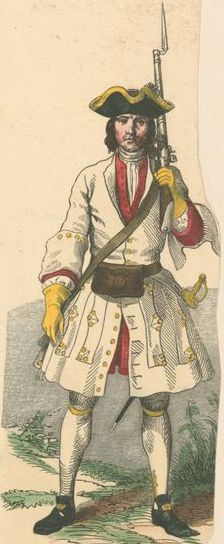
Soldat du régiment de Picardie en 1710

Le régiment fut envoyé à Amiens où il eut ses quartiers jusqu'à la campagne de 1711 qui n'offrit aucun fait saillant. Un détachement du corps prit part, le 31 août, à l'attaque du poste d'Hordain, près Bouchain, où quatre bataillons
ennemis furent passés au fil de l'épée. Après la campagne le régiment se retira à Abbeville.
L'année 1712 voit revenir la fortune sous les drapeaux de la France. La bataille de Denain eut lieu le 24 juillet, mais Picardie n'y était pas. Villars, qui avait voulu masquer ses desseins, l'avait envoyé avec d'autres corps faire une fausse marche sur Landrecies. Le 1er bataillon ouvrit, le 15 août, la tranchée, au fort de Scarpe de Douai, et fut relevé par les autres. Le régiment fit encore les sièges du Quesnoy et de Bouchain et prit ses quartiers d'hiver à Saint-Omer.
En 1713, il passa avec Villars (en) en Alsace et couvrit le siège de Landau. Les trois compagnies de grenadiers prirent seules part aux travaux. Le régiment termina cette campagne et la guerre par le siège de Fribourg.

#### Période de paix
En 1714, après la Paix de Rastatt, Picardie fut mis en garnison à Strasbourg. Il y resta trois ans, passa en 1717 à Thionville qu'il quitta, en 1719, pour se rendre sur la frontière d'Espagne à l'armée du maréchal de Berwick.
Le régiment était sorti épuisé des longues guerres de la Succession, et quoi qu'on y eût incorporé, à la fin de 1713, les débris du régiment de Villemort, et au commencement de 1715 ceux des régiments de Saint-Germain-Beaupré et de Chalmazel, il eut besoin, pour la campagne de 1719, de se compléter avec des recrues. Aussi perdit-il 800 hommes par la désertion au camp d'Irun.

#### Guerre de la Quadruple-Alliance
En 1719, durant la guerre de la Quadruple-Alliance, le corps contribua à la prise de Castelléon et du fort de Béhobie, et fit le siège de Saint-Sébastien. Il y ouvrit la tranchée, le 19 juin, au pied même des glacis. Au point du jour, les assiégés firent un feu terrible de toute leur artillerie. Après la capitulation de la place, qui eut lieu le 1er août, Picardie participa encore à la prise du château d'Urgell

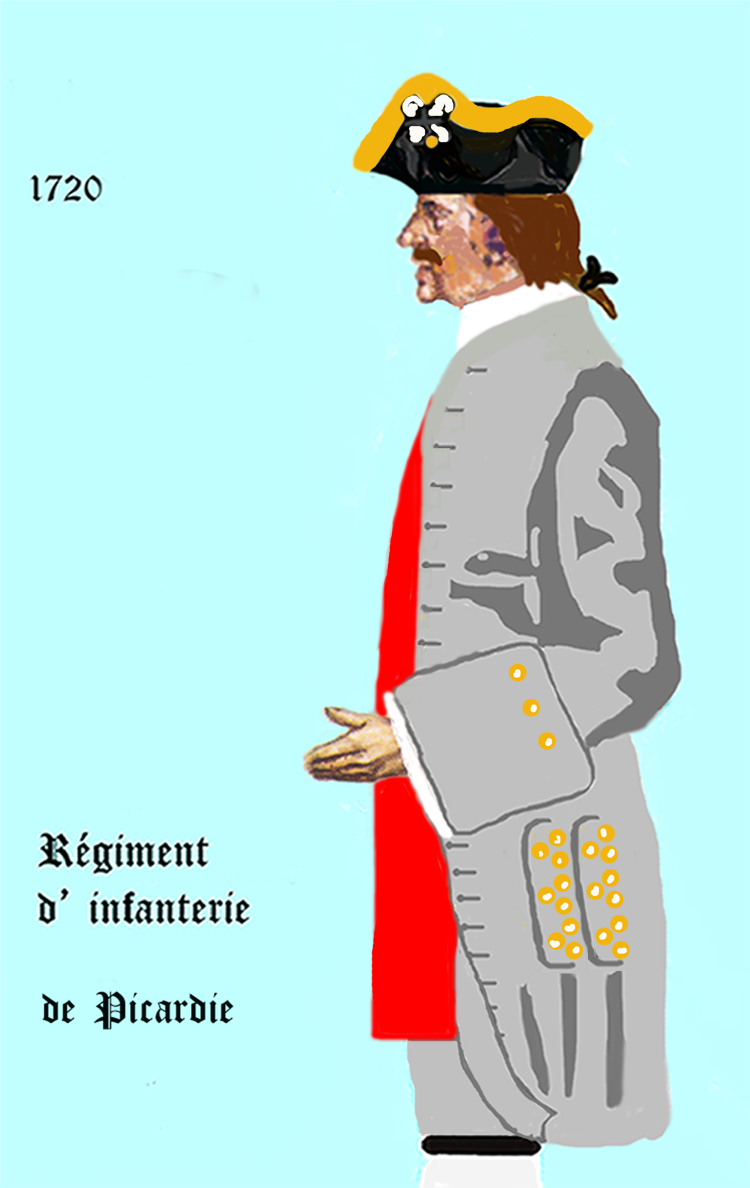
Régiment de Picardie de 1720 à 1734

#### Période de paix
La paix s'étant faite avec l'Espagne, il se rendit à Moulins et Nevers, et après la dissolution du cordon sanitaire établi autour de Marseille pestiférée en 1720, il retourna à Strasbourg. En 1722, il passe à Besançon, puis occupe successivement les garnisons de Lille, Cambrai et Sarrelouis.
Après avoir fait partie en 1727 du camp de la Meuse, il revient à Strasbourg qu'il quitte pour Givet et Charlemont. De retour en Alsace, en 1730, il occupe Colmar, Schelestad et Brisach.
L'année suivante, il passe en Languedoc et prend ses quartiers à Nîmes, Montpellier et Perpignan. Enfin
il était en 1733 à Montélimar quand il reçut au mois de septembre l'ordre de partir pour l'Italie dans le cadre de la guerre de Succession de Pologne.

#### Guerre de Succession de Pologne

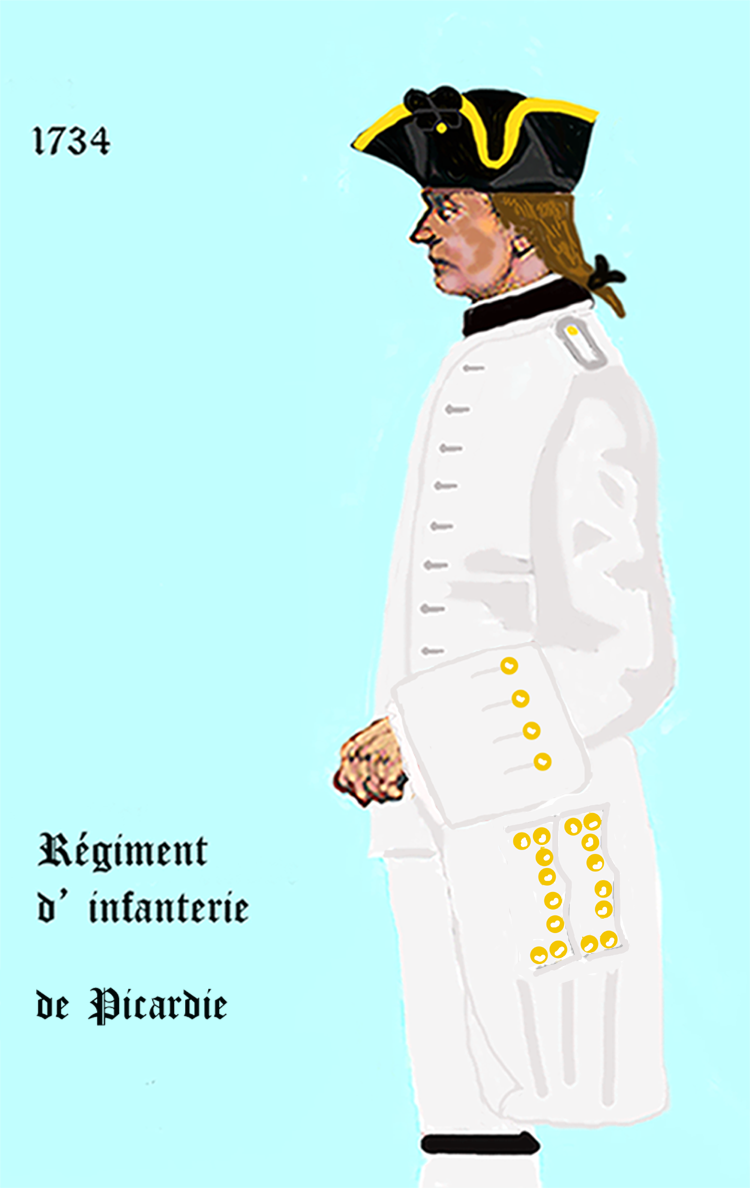
Régiment de Picardie de 1734 à 1757

Le 18 octobre 1733 le régiment se met en marche par Briançon et la vallée de Barcelonnette, franchit les montagnes et arrive le 25 à Vigevano où il rallie l'armée franco-sarde.
Quelques jours après il est devant Pizzighetone ou il relève à la tranchée les Gardes Piémontaises et se rend ensuite au siège du château de Milan. Le maréchal Visconti (it), qui y commandait, fit battre la chamade sous les drapeaux de Picardie, qui prit possession de la forteresse le 30 décembre. 

Par l'Ordonnance du 1er novembre 1733 revue par l'Ordonnance du 10 février 1734, la composition du régiment est la suivante :
- un colonel, un lieutenant colonel, un major, quatre aides-major, 66 capitaines, 68 lieutenants, 66 lieutenants en second
- quatre bataillons à 17 compagnies et à 685 soldats, soit 2 740 hommes dans le régiment, compris 126 sergents et 68 tambours, avec 12 drapeaux à 3 par bataillon et une prévôté.

En 1734, après avoir passé la mauvaise saison à Crémone, Picardie arrive sur l'Oglio. Les Impériaux ayant réussi à franchir le Pô, s'étaient emparés de Guastalla et de La Mirandole et faisaient mine de vouloir assiéger Parme. Pendant ce temps la brigade de Picardie et celle de Dauphin sous le commandement du marquis de Maillebois, gardaient les ponts établis au village de Sacca (it). Le 25 mai, les Autrichiens détachent 200 dragons pour s'emparer du château de Colorno. Maillebois y court avec les grenadiers de ses brigades et les met en déroute. Le 31 mai, le château est attaqué par 36 compagnies de grenadiers impériaux. Deux compagnies de grenadiers de Picardie, présentant un effectif de 100 hommes, chargées de la défense du côté des jardins, y firent une résistance admirable. Picardie capitula et les 80 hommes, la plupart blessés, défilèrent devant 1 800 grenadiers qu'il avait arrêtés pendant tout un jour.
Le 29 juin à la bataille de Parme, Picardie avait son poste de combat à La Croisette (Crocetta). Attaqué trois fois par l'armée impériale, il résiste à tous ses efforts et lui tue beaucoup de monde, entre autres le général Mercy. L'ennemi reparaît avec une colonne de troupes fraîches et tente un nouvel effort sur le régiment. Les 2e et 3e bataillons vivement pressés s'ouvrent à droite et à gauche pour prendre cette colonne en flanc au moment où elle passera la chaussée sur laquelle elle est engagée. Mais les Impériaux se précipitent avec tant d'impétuosité que la brigade est rompue, à l'exception du 1er bataillon qui fit une résistance opiniâtre et fut presque entièrement détruit. Il restait à peine 100 hommes autour des drapeaux, le canon avait emporté le reste. Mais cette fermeté et l'arrivée successive de quelques autres brigades avaient mis de l'hésitation dans les mouvements de l'ennemi. Le feu recommence de part et d'autre avec une nouvelle vivacité et à la nuit les Autrichiens se retirent en désordre.
Le 17 septembre, Picardie se trouve à la bataille de Guastalla où il occupe la droite. Tous les efforts de l'ennemi furent dirigés sur l'aile gauche où étaient les troupes du roi de Sardaigne Charles-Emmanuel III. La brigade de Picardie fut envoyée à leur secours et arriva fort à propos avec le régiment du Roi pour soutenir les escadrons sardes qui allaient être écrasés. Elle fut placée dans des broussailles à droite de l'infanterie piémontaise et y fit des merveilles, en essuyant avec fermeté tout le feu des Allemands qu'elle prit en flanc, pendant que les dragons combattant à pied les attaquaient avec le même succès à la gauche. L'infanterie de l'empereur fut entièrement défaite et laissa sur le champ de bataille 2 000 morts et 7 000 blessés. Le 3e bataillon de Picardie fut très maltraité à cette affaire. Sa compagnie de grenadiers fut anéantie plus de 500 sous-officiers et soldats couvraient de leurs cadavres le champ de bataille. À la fin de la campagne, Picardie pris ses quartiers à Modène, d'où il fit quelques expéditions contre un corps autrichien qui avait repassé le Pô.
En 1735, il quitte ses quartiers de Bagnoli di Sopra, et prend part aux marches de l'armée dans les États de Venise et dans le Tyrol à la poursuite de l'ennemi. A la paix, il se rend à Crémone et y passe l'hiver.

#### Période de paix
Au mois de mai 1736, Picardie arrive à Milan qu'il quitte en septembre pour se rendre à Nîmes et Montpellier.
D'après l'Ordonnance du Roi du 8 janvier 1737, la composition du régiment était la suivante :
- un colonel, un major, trois aides-major, 49 capitaines (dont 2 commandants de bataillon et 3 capitaines de grenadiers), 51 lieutenants (dont 3 lieutenants de grenadiers, 3 sous-lieutenants de grenadiers), 9 lieutenants en second et de 2 Enseignes.
- trois bataillons de 510 soldats, soit 1 530 soldats.

Envoyé à Perpignan en 1737, il revint la même année à Montpellier et dans les Cévennes et part pour Besançon en 1740.
Au mois de septembre 1741, il est appelé à Strasbourg. La guerre de Succession d'Autriche allait commencer.

#### Guerre de Succession d'Autriche
Au printemps 1742 il passe le Rhin au Fort-Louis en formant la tête de colonne des troupes françaises qui entrèrent en Bavière sous les ordres du duc d'Harcourt. Le 26 mars il disperse 700 pandours et hussards hongrois et leur tue une soixantaine d'hommes. En arrivant à Donauworth, le 1er avril, les trois compagnies de grenadiers sont envoyées en reconnaissance vers le château d'Ebelsberg. À leur approche tous les postes ennemis sont repliés et rentrent dans le château. Le 2e bataillon, est détaché au château d'Aw pour protéger l'arrivée des fourrages qu'on tirait des montagnes voisines. Il est bientôt bloqué et sommé de se rendre par des forces supérieures aux siennes, mais il tient ferme jusqu'à l'arrivée d'une compagnie de grenadiers qui profitant habilement des accidents du terrain, réussit à maintenir en respect les pandours et dégage le 2e bataillon. Bientôt le comte de Saxe vient prendre le commandement de l'armée au camp de Denkendorf et met le régiment en quartiers à Frontenhausen. 

Pendant cet hiver, le capitaine de grenadiers de Grassin commence à fonder sa réputation comme chef de partisans, en faisant la petite guerre avec beaucoup de succès pour faciliter l'arrivée des vivres.
Au mois de mai 1743, un corps de 9 000 Autrichiens, commandé par Leopold Joseph von Daun, investit Dunkelfingen que Louis-François de Bourbon prince de Conti venait de mettre en état de défense. Picardie faisait partie d'une petite division aux ordres du lieutenant-général Nicolas Léon Phelippes de La Houssaye qui occupait les montagnes dont la place est entourée. À l'approche de l'ennemi, Phelippes, laissant dans Dunkelfingen deux piquets de chaque bataillon de son corps et sept compagnies de grenadiers, repasse l'Isar le 16 au soir et prend poste au-delà avec le reste de ses troupes, pour protéger la retraite de la garnison, dans le cas où elle serait forcée. Dès le lendemain, à huit heures du matin, Daun ouvre le feu de ses batteries et somme le commandant de se rendre. Sur son refus, il fait tirer à boulets rouges et bientôt l'hôpital et les retranchements sont la proie des flammes. La garnison doit songer à la retraite.
Les compagnies de grenadiers de Picardie forment l'arrière-garde et sont souvent aux prises avec l'ennemi, qui pénètre au même moment dans la ville. Dans le dessein d'arrêter sa poursuite, on brûle le pont de bois sur l'Isar, mais on ne peut réussir à détruire par le même moyen le pont de radeaux. Les grenadiers de Picardie mettent alors leurs fusils en bandoulière et de rompent le pont à coups de haches et de sabres, malgré le feu de l'ennemi en bataille sur la rive et sauvant ainsi la garnison. Peu de temps après, l'armée rentra en France et Picardie fut établi à Strasbourg, mais le prince Charles faisant mine de vouloir passer le Rhin, il fut envoyé au camp de Brisach, et de là à Colmar où il leva un 4e bataillon.
En 1744, le régiment fait partie de l'armée du Rhin, commandée par le maréchal de Coigny. Le 23 août, les Impériaux sont attaqués à Augenheim. Les grenadiers de Picardie sautent l'épée à la main dans les retranchements de Suffelsheim et d'Hangermheim, franchissent les redoutes et culbutent tout ce qui s'oppose à eux. Le régiment est ensuite au siège de Fribourg.
En 1745, Picardie joint le maréchal de Maillebois sur le Mein. Le 14 mars, un bataillon est détaché avec le régiment de Cambrésis pour s'emparer du poste de Kronembourg. Après une canonnade de trois quarts d'heure, la garnison se rend prisonnière. Au mois de juin, Picardie passe à l'armée de Flandre, et le 30, il ouvre la tranchée devant Audenarde. Le roi y fait son entrée le 25 juillet : Picardie bordait la haie. Il ouvre ensuite la tranchée, le 11 août, devant Termonde qui se rend le soir même par un singulier incident. L'officier qui commandait dans la redoute du côté de la chaussée de Malines, se voyant serré de très-près et craignant d'être emporté de vive force, engage quelques-uns de ses soldats à parler à ceux de Picardie et leur fait proposer de venir boire de l'eau-de-vie. Quelques grenadiers, autorisés par leurs officiers, sont introduits dans la redoute et bien reçus, d'autres les suivent. Le gouverneur de Termonde, apprenant que les Français sont dans la redoute, la croit prise, perd la tête et se rend immédiatement. Après la prise d'Ath, où il ouvrit encore la tranchée le 3 octobre, le régiment est envoyé à Verdun où il passa l'hiver.
D'après une ordonnance de 1746, le régiment de Picardie est porté à 5 bataillons.
Au printemps de 1746 il se rend à Valenciennes. Le 3 mai il est au camp devant Bruxelles, d'où il est envoyé à Lierre que les ennemis venaient d'évacuer. Il prend part à quelques petits combats qui occupèrent les armées pendant l'été, entre autres, à celui du 26 juillet, où deux compagnies de grenadiers, faisant partie de l'escorte d'un convoi confié à Pierre Gaspard de Clermont-Gallerande, soutinrent l'attaque des régiments de dragons de Ligne et de Styrum, deux bataillons de Croates et 2 000 hussards. Ces troupes furent repoussées grâce à la valeur des grenadiers de Picardie. Le 7 septembre, le régiment est au siège de Namur, et le 10 octobre il combat à Rocoux, près de Liège. Placé à la droite, il chasse les pandours des haies du faubourg Sainte-Walburge, où ils étaient embusqués, et, soutenu par une autre brigade, il ouvre un feu terrible qui oblige à la retraite l'infanterie ennemie à laquelle il prend six canons. La cavalerie hollandaise veut rétablir le combat, mais elle n'est pas plus heureuse que l'infanterie. Picardie perdit cent hommes à Rocoux et eut ses quartiers à Namur où il leve un 5e bataillon.
En 1747, le régiment assista à la bataille de Lawfeld, sans y prendre beaucoup de part. Picardie pris cette année ses quartiers à Louvain.
En 1748, les cinq bataillons ouvrent, le 15 avril, la tranchée devant Maastricht qui se rend le 7 mai.

#### Période de paix

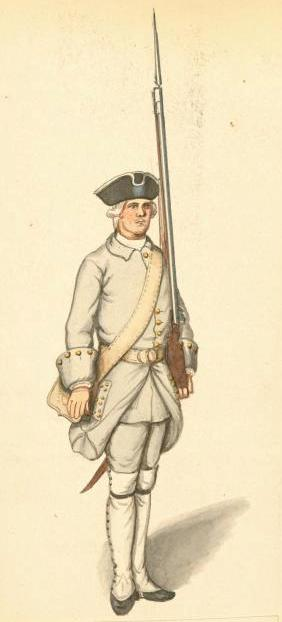
Soldat du régiment de Picardie en 1750

Après la paix d'Aix-la-Chapelle, en octobre 1748, Picardie est envoyé à Diest, Sichem et Aerschot.
D'après l'ordonnance du 20 décembre 1748, le régiment de Picardie est réduit à 4 bataillons : « les sergents et fusiliers des 16 compagnies à réformer seront distribués et incorporés dans les 64 compagnies de fusiliers qui seront conservées par l'ancienneté des capitaines qui les commandent, après avoir complété la compagnie de grenadiers du cinquième bataillon ».
- Quatre bataillons de fusiliers à 16 compagnies de 40 hommes par compagnie

En janvier 1749, il est à Lille où eut lieu le licenciement du 5e bataillon.
À la fin de 1751, il se rend à Givet et Charlemont.
En 1753, il fait partie du camp de Sarrelouis et le quitte pour aller à Verdun.
En 1754, deux bataillons relèvent les garnisons de Thionville et de Marsal.
En 1755, tout le régiment est réuni à Metz. Il quitte cette ville pour se rendre à Valenciennes, où il célèbre, avec
une galanterie raffinée, le mariage de son colonel, le marquis de Bréhant, par un bal et un souper auxquels toute la ville est invitée.
En 1756, il fait partie du camp de Dunkerque, d'où il se rend à Saint-Omer. C'est dans cette ville qu'il reçut l'ordre de faire ses équipages. La guerre de Sept Ans était commencée.

#### Guerre de Sept Ans
Picardie part de Saint-Omer au mois de mars 1757, il traverse la Flandre et le Brabant et joint à Genappe l'armée du maréchal d'Estrées.
Le 26 juillet c'est la bataille de Hastenbeck est livrée et l'ennemi ne pouvait être attaqué que par son flanc gauche sur un front de 400 mètres et après avoir tourné les sommités des montagnes qu'il occupait. Le maréchal charge le général Chevert de cette attaque. Parti, le 24 à minuit, avec les brigades de Picardie, de Navarre et de La Marine, et suivi à quelque distance par la brigade d'Eu, Chevert tourne la montagne de Nimerim et passe la nuit en bataille au bord d'un bois qui le séparait de l'ennemi. Au point du jour, après une vive canonnade où l'artillerie française a une supériorité marquée, le général donne l'ordre de pénétrer dans ce bois et saisissant la main du marquis de Bréhant, il lui dit : « Jurez-moi, foi de chevalier, que vous et votre régiment vous vous ferez tuer tous jusqu'au dernier plutôt que de reculer. » Après cette allocution les soldats du régiment disparaissent dans le fourré, les grenadiers et les volontaires sur les flancs, le reste de la brigade en colonne par bataillons. Les autres brigades suivent. Une compagnie s'égare et se trouve tout à coup, seule, face à face avec l'ennemi. Elle est écrasée, mais elle couvre le flanc droit du régiment qui peut continuer sa marche sans obstacle, et arrive aux formidables retranchements de l'ennemi. Picardie s'élance sur les barricades avec résolution, et après un combat acharné met ses adversaires en fuite. Ce succès de Picardie décide du gain de la bataille qui laisse trois cents hommes sur le champ de bataille. 
La victoire d'Hastenbeck ouvrait à l'armée le chemin du Hanovre. Picardie pris ses quartiers d'hiver à Brunswick. Après la défaite de l'armée de Soubise Rossbach, le régiment fut envoyé avec une partie de l'armée de Hanovre (de) pour protéger la retraite des troupes battues puis rentra ensuite à Brunswick.

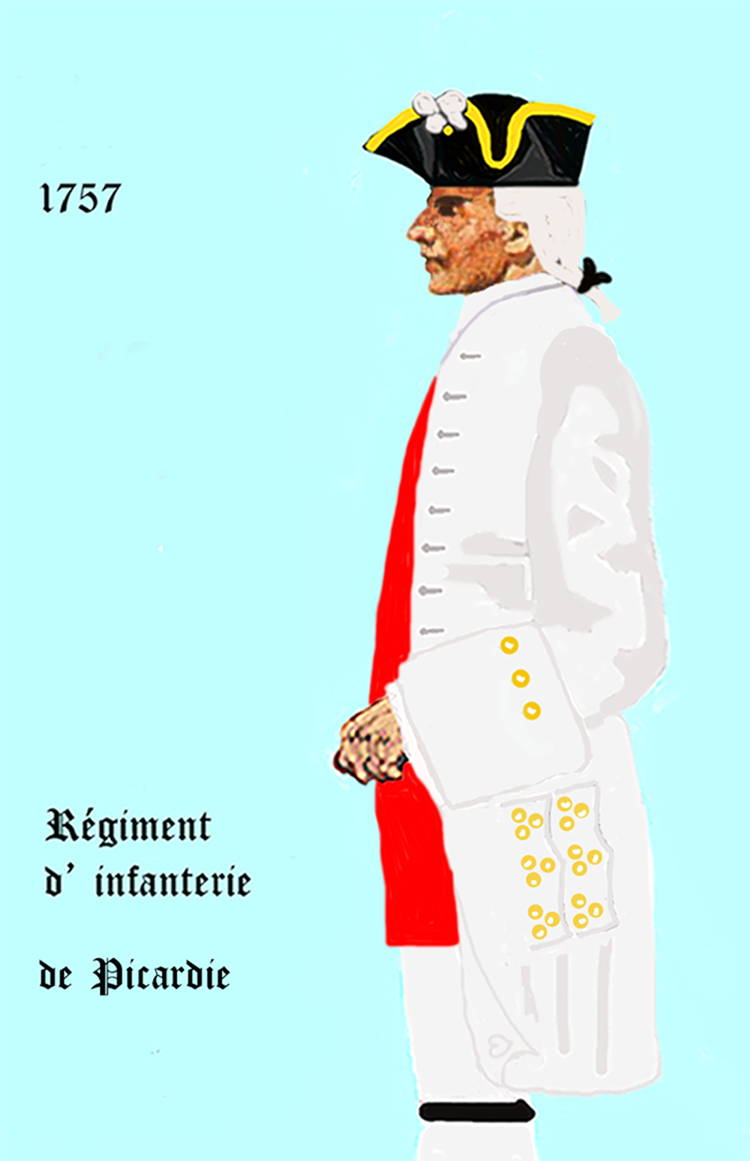
régiment de Picardie de 1757 à 1762
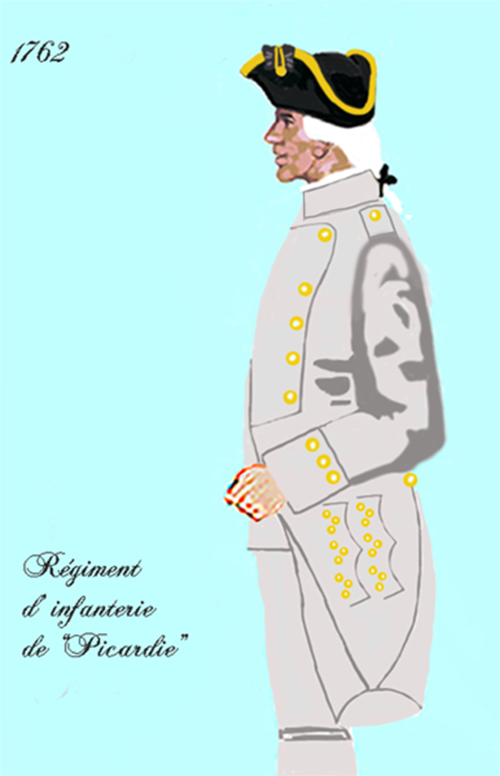
régiment de Picardie de 1762 à 1774

En février 1758, Louis de Bourbon-Condé comte de Clermont ramene l'armée de Hanovre sur le Rhin. Picardie fait toujours l'arrière-garde et est souvent aux prises avec les troupes légères des alliés. II est cantonné à Wesel, et se trouve cette année à la bataille de Crefeld où il eut peu de chose à faire. À la fin de la campagne, il prend ses cantonnements à Goch dans le duché de Clèves.
En 1759, il passe dans la Hesse et assiste le 1er août à la bataille de Minden. Il était à la droite et ne donna pas, mais il n'en souffrit pas moins du feu de l'ennemi. Le 7 du même mois, au combat d'Einbeck, un bataillon était dans la ville et les autres en bataille à une certaine distance. Celui qui gardait Einbeck, attaqué par le Prince héréditaire, fit un feu terrible et voyant toute l'armée en retraite, sortit en bon ordre d'Einbeck, incendia les portes pour retarder l'ennemi et rejoignit le régiment qui l'attendait. Picardie se retira alors sur une hauteur voisine, d'où, avec ses pièces de bataillon, il ouvrit une canonnade bien dirigée qui força le Prince héréditaire à lui laisser effectuer sa retraite sans l'inquiéter davantage. Il eut cependant encore un choc à soutenir au passage des gorges de Minden ; mais sa bonne contenance en imposa encore à l'ennemi. Il acheva la campagne dans le Westerwald aux ordres du marquis de Voyer qui devait secourir Dillenbourg et Herborn menacés par les Allemands. Mais ce général arriva trop tard : les places s'étaient déjà rendues. Il fit attaquer la dernière par un piquet de Picardie qui y fut écrasé.
Cependant le régiment parvint à reprendre Herborn le 4 janvier 1760. Après cette affaire il établit ses quartiers d'hiver à Cologne puis se trouva durant cette année, à la bataille de Corbach et à la défense de Gottingen.
Le 10 février 1761, Picardie sortit d'Eschwege sur la Werra, où il avait hiverné avec les Grenadiers de France, et fut attaqué le 12, près du village d'Eyreden, par le général von Spörcken (de) qui commandait des forces de beaucoup supérieures. Nos deux braves régiments soutinrent sans s'ébranler une canonnade fort vive depuis dix heures du matin jusqu'à trois heures de l'après-midi. Enfin, les ennemis ayant beaucoup souffert du feu de l'artillerie française, prirent le parti de la retraite.Après diverses expéditions peu importantes, Picardie retourna à Eschwege.
La campagne de 1762 fut un peu plus fertile en événements. Le 24 juin, le camp français fut attaqué parle Prince héréditaire. Le capitaine Barquier du régiment de Picardie, de garde au trésor de l'armée à Grebenstein, ordonne de charger les caisses à la première alerte : les hussards prussiens arrivent et se précipitent sur le trésor. Barquier et ses hommes font feu sur eux et leur tue plusieurs hommes : la cupidité, cependant, l'emporte chez ces pillards sur le sentiment du danger; au lieu de se défendre, ils s'acharnent à coups de sabre sur les caisses pour les briser. Barquier les fait alors charger à la baïonnette et les extermine. Le trésor arriva intact à Cassel.
Attaqué par 5 000 hommes aux ordres de Nicolas Luckner, il se retire dans le cimetière et y tient ferme pendant cinq heures, malgré le feu de cinq pièces de canon et tous les efforts de cette petite armée. Il ne se rendit que lorsqu'il eut épuisé toutes ses munitions.
A la fin de septembre Picardie est à l'attaque du château d'Amenebourg. Posté dans un moulin près du pont de la Lohn, il se laissa écraser par le feu des batteries ennemies plutôt que de rendre son poste, et tint ferme jusqu'à la nuit sans vouloir être relevé. Dès qu'il fit sombre, cinquante volontaires, montent à la brèche et pénètre jusque dans la première cour du château : mais il ne trouve point d'issue et se voit obligé de battre en retraite après avoir perdu la moitié de son monde. On allait recommencer une nouvelle tentative avec des forces plus considérables, quand la garnison, au nombre de 553 hommes et 11 officiers, met bas les armes.
Le traité de Paris du 10 février 1763 met fin à la guerre de Sept Ans, et Picardie demeure quelque temps à Aschaffenbourg.

#### Période de paix
En mars 1763, il arrive à Strasbourg où il reste en garnison jusqu'en octobre 1765 ou il prend ses quartiers à Douai qu'il quitte au mois d'août 1767 pour Valenciennes. Après avoir pris part aux manœuvres du camp de Verberie en juillet 1769, il se rend à Besançon. 
Il passe ensuite à Landau en novembre 1770, revient à Besançon en septembre 1772, et part pour Toulon en octobre 1773.

#### Corse
Les derniers mouvements de la Corse avaient en gagé le gouvernement à envoyer dans cette île quelques-uns des vieux régiments pour en imposer davantage aux partisans de Paoli. Picardie s'embarque donc pour la Corse à la fin de décembre 1774.

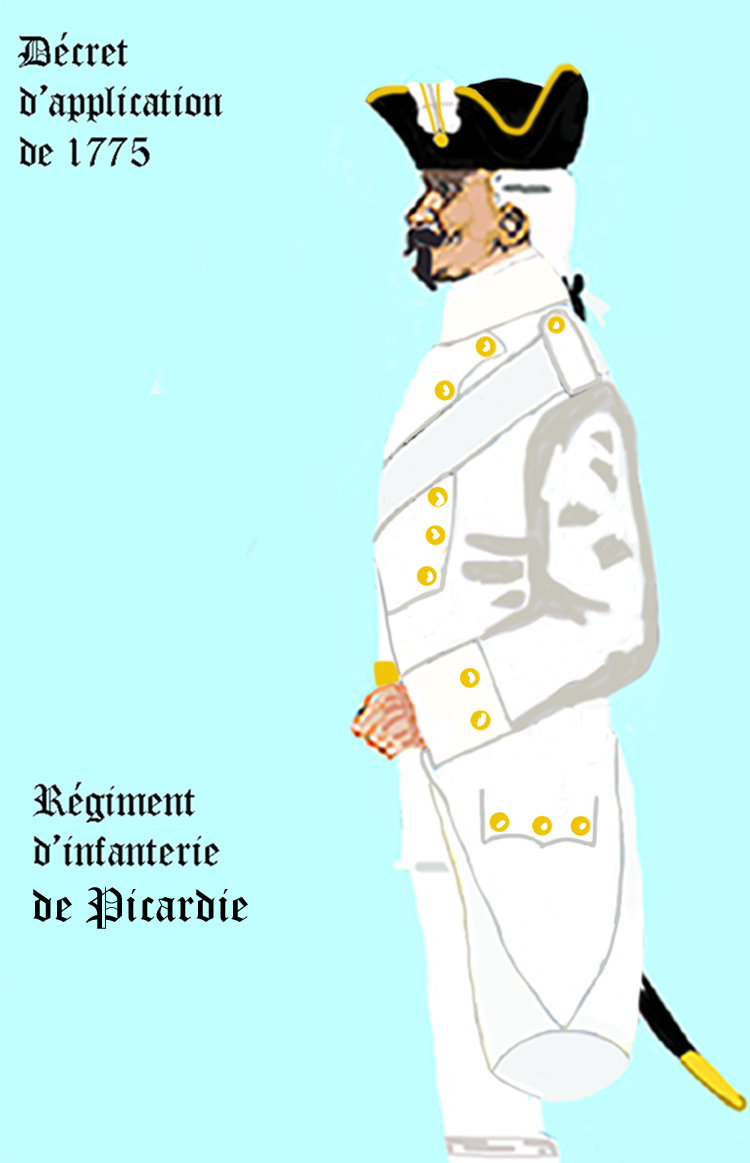
régiment de Picardie 1775
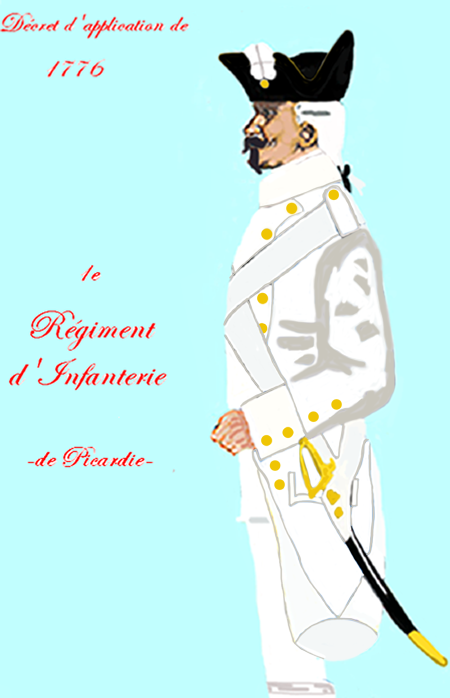
régiment de Picardie de 1776 à 1779
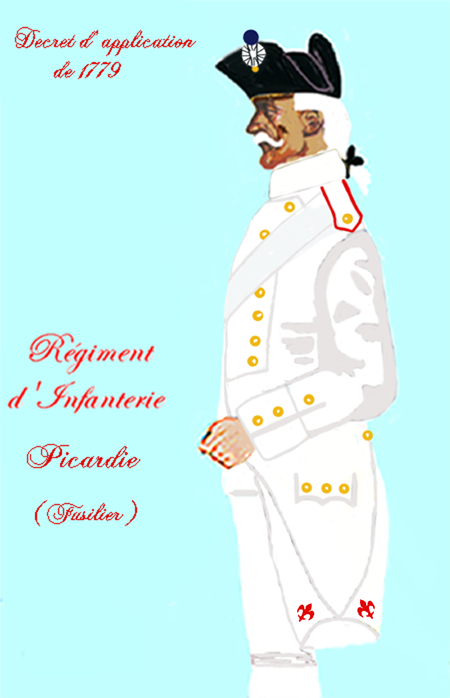
de 1779 à 1786

C'est en Corse qu'il subit les conséquences de l'organisation du 25 mars 1776 :
- Le régiment de Picardie est partagé en deux régiments :
  - Le premier, formé avec les 2e et 4e bataillons qui garde le nom de régiment de Picardie jusqu'en 1780, ou il prend le nom de régiment Colonel-Général
  - Le deuxième régiment est composé des 1er et 3e bataillons, qui prend le titre de régiment de Provence jusqu'en 1780, ou il reprend le nom de régiment de Picardie.

Le régiment de Picardie quitte bientôt la Corse, débarque à Toulon le 23 août 1777, et se trouve à Montauban, au moment où la guerre était déclarée à l'Angleterre.

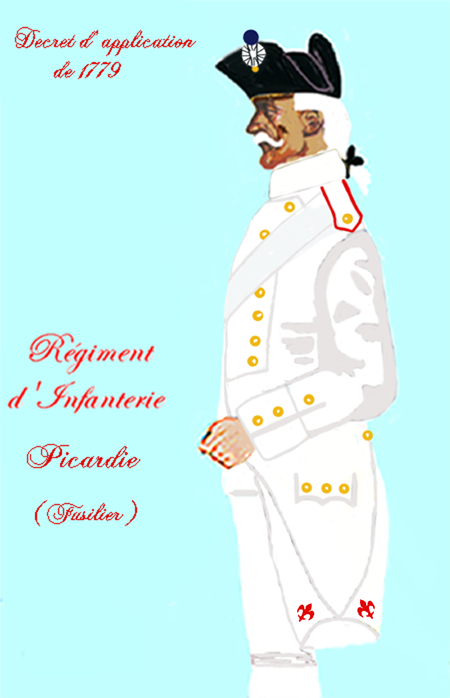
de 1779 à 1786

### Régiment Colonel-Général (1780-1791)

#### Guerre franco-anglaise
Le régiment est envoyé à Bordeaux et Blaye où il arrive le 1er janvier 1779. C'est là qu'il prend, en 1780, le titre de régiment Colonel-Général Le roi venait de rétablir, par une ordonnance datée du 5 avril de cette année, la charge de colonel-général de l'infanterie en faveur du prince de Condé.
Le régiment, en sa qualité de premier corps de l'infanterie de ligne devint la propriété du colonel-général et fut chargé de la garde de son drapeau.

Le drapeau d'Ordonnance du régiment Colonel-Général, de même que son drapeau Colonel, porte la devise latine Praetriti fides exemplumque futuri, qui signifie « fidélité au passé, exemple pour l'avenir ».
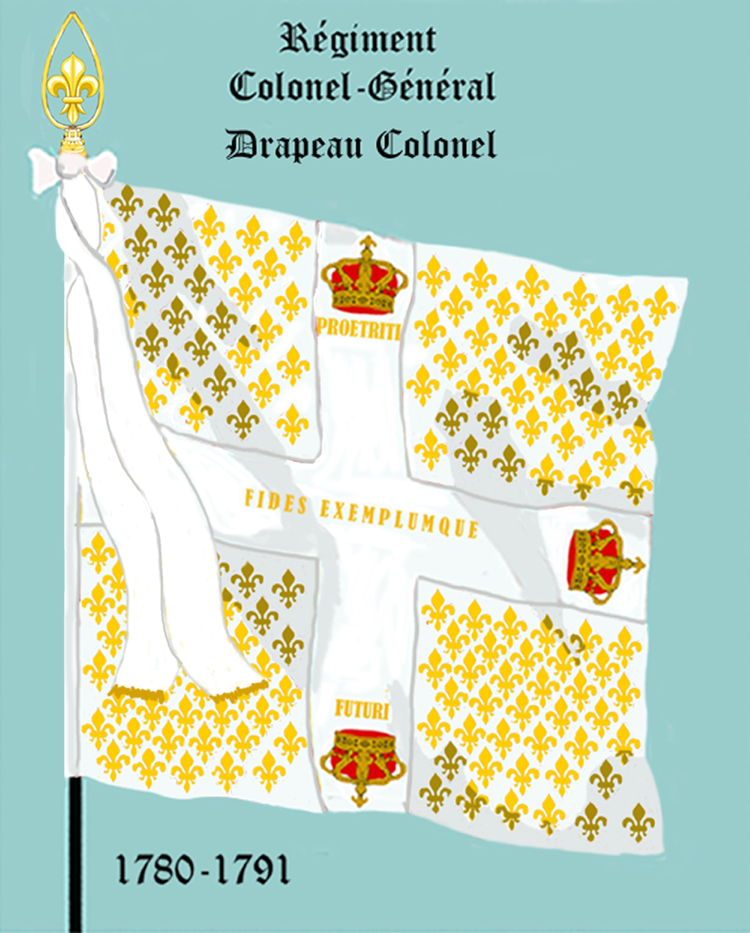
drapeau Colonel du régiment Colonel-Général de 1780 à 1791
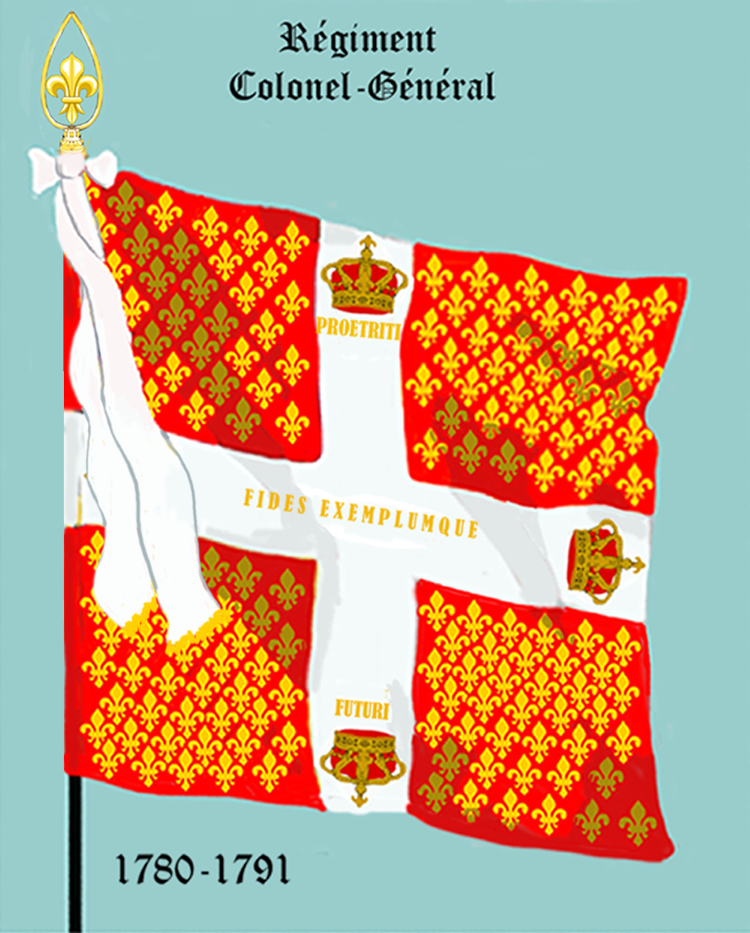
drapeau d’Ordonnance du régiment Colonel-Général de 1780 à 1791

Le régiment était en garnison au Havre en 1781, à Lille en 1782, à Besançon en 1784, à Schelestadt en 1785, à Toul en 1787, et de nouveau à Lille en 1788.

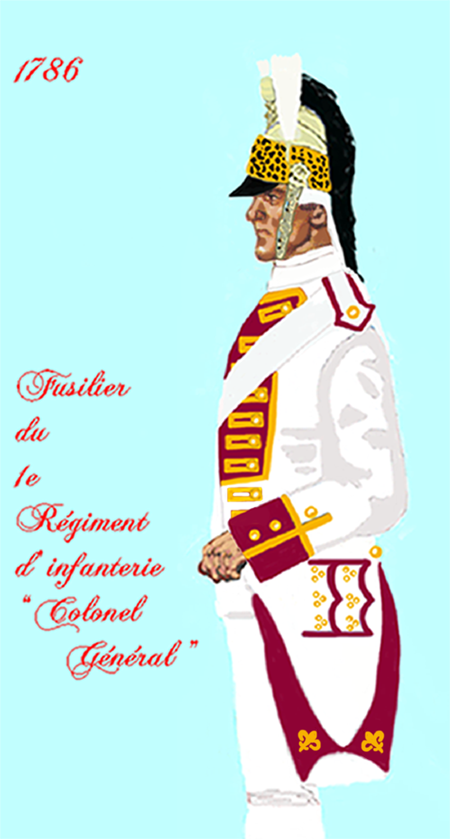
régiment Colonel-Général de 1786 à 1791

#### Révolution française
Il occupait les casernes de la citadelle de Lille quand éclata la Révolution.
 Il demeura étranger aux querelles qui s'élevèrent au mois d'avril 1790 entre les régiments d'infanterie Royal-Vaisseaux et La Couronne d'une part et les chasseurs à cheval de Normandie de l'autre. Lorsque ces derniers, chassés de la ville, cherchèrent un refuge dans la citadelle, il les couvrit de sa protection. Compris dans la mesure générale qui changeait la garnison
de Lille, Colonel-Général se rendit à Dunkerque.

### 1errégiment d'infanterie de ligne ci-devant Colonel-Général (1791-1794)

#### Révolution française
L'ordonnance du 1er janvier 1791 fait disparaître les diverses dénominations, et les corps d'infanterie ne sont désormais plus désignés que par le numéro du rang qu'ils occupaient entre eux. Ainsi, 101 régiments sont renommés et le régiment Colonel-Général devient le 1er régiment d'infanterie de ligne. Les régiments sont toutefois largement désignés avec le terme ci-devant, comme 1er régiment d'infanterie ci-devant Colonel-Général.
Le 24 juin 1791, presque tous les officiers, sollicités par l'émigration dont Louis Henri de Bourbon prince de Condé était le chef, abandonnèrent leurs soldats en emportant les drapeaux et se rendirent à Furnes. Ce grave événement n'eut aucune influence sur la bonne conduite du corps. La garde nationale de Dunkerque lui donna un de ses drapeaux pour remplacer ceux qui lui avaient été soustraits.

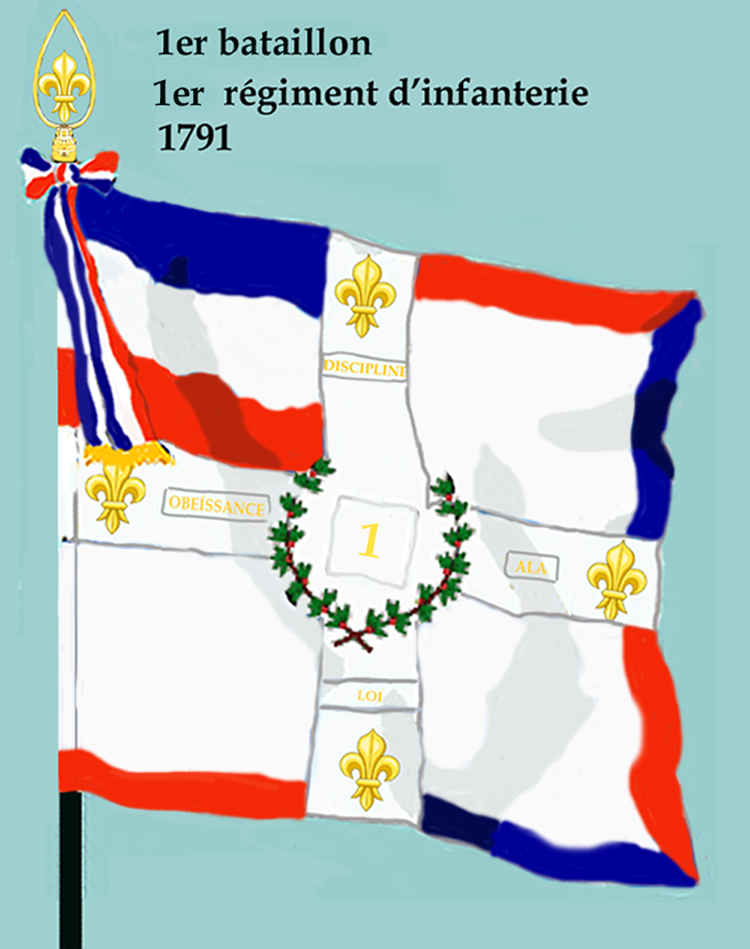
drapeau d’Ordonnance du 1er régiment d’infanterie de ligne de 1791 à 1794
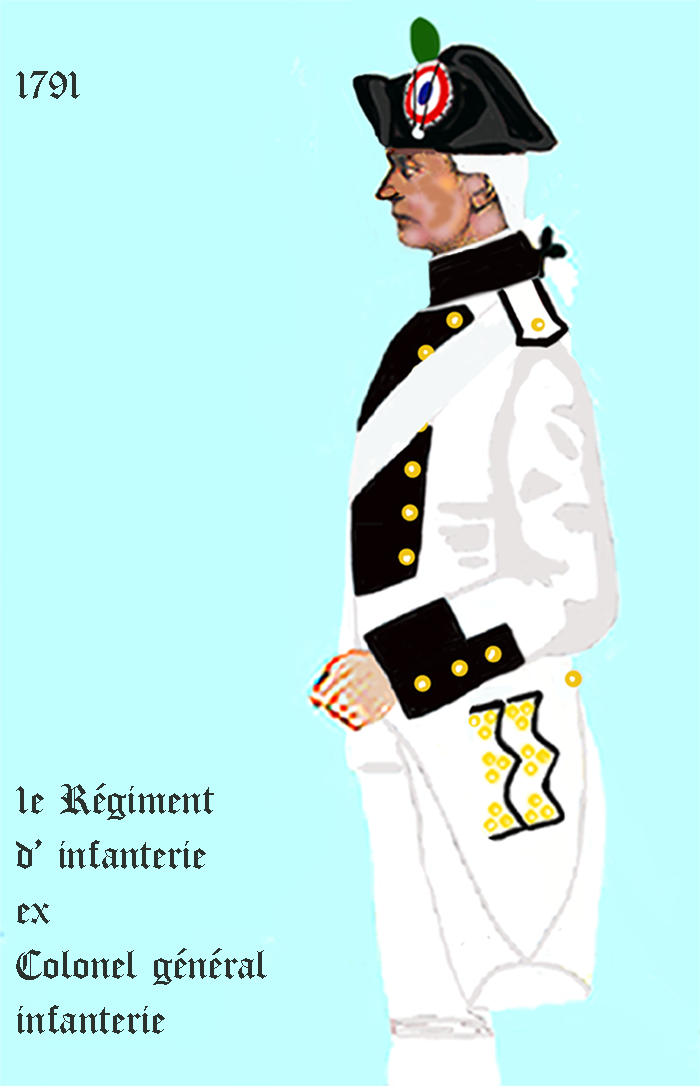
1er régiment d’infanterie de ligne de 1791 à 1792
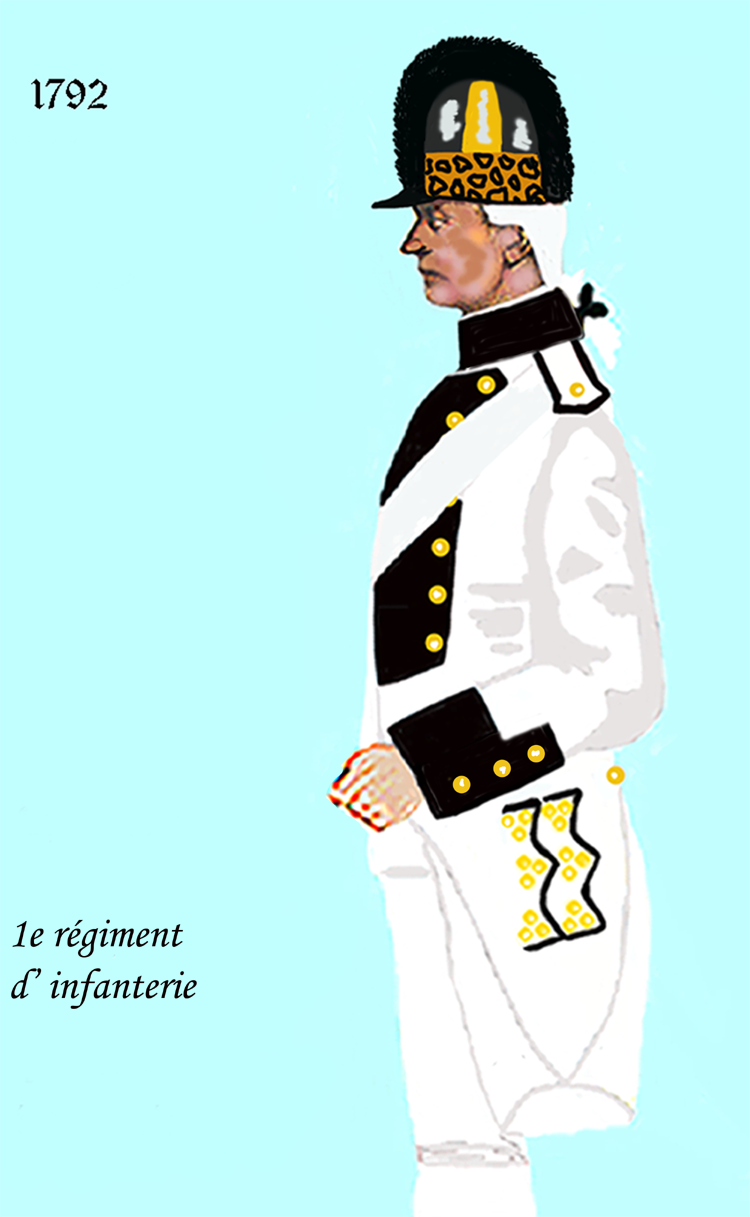
1er régiment d’infanterie de ligne de 1792 à 1794

## Personnalités ayant servi au régiment

### Jean Henri de Rabodanges
Jean Henri, marquis de Rabodanges, seigneur de la ferme de Sainte-Colombe-la-Petite à Saint-Léonard-des-Parcs était le fils de Henri François, marquis de Rabodanges, seigneur de Rabodanges, du Mesnil-Hermey, de Neuvy et de la Motte, seigneur baron de Fumichon, de Saint-Pierre-de-Cantelou et de Élisabeth Perrette Dominique Thérèse de Neufville.
Mestre de camp du régiment de Bourbon du 30 novembre 1761 au 13 avril 1780, il est nommé par le Roi à cette même date mestre de camp du régiment Colonel-Général jusqu'au 11 novembre 1782 ou il est nommé maréchal des camps et armées du Roi puis inspecteur général des troupes.

### Charles Augustin de Courcy d'Herville
Fils de Jacques François de Courcy († 1755) - chevalier, seigneur d'Herville, cadet au régiment de Blaisois en 1707, sous-lieutenant puis lieutenant, Garde du Corps du Roi (1719-1732), blessé à Barcelone et à Almansa puis à Tortosa, il devient officier d'invalides détaché - et de Marie Thérèse Catherine Françoise de Nazareth, Charles Augustin de Courcy d'Herville nait le 28 août 1743 à Châtaincourt alors situé dans la province du Perche. Élève à l'École Royale Militaire, il est reçu en 1754 chevalier novice de l'Ordre de Saint-Lazare, puis devient lieutenant au régiment d'infanterie de La Fère en 1769, major du régiment d'Aunis en 1787, colonel du 1er régiment d'infanterie de ligne ci-devant Colonel-Général le 23 novembre 1791, il devient maréchal de camp en 1814.